# 設楽町
設楽町（したらちょう）は、愛知県北東部の北設楽郡に属する町。

## 概要
奥三河と呼ばれる東三河地方北部に位置する。美濃三河高原に囲まれた山間部の町であり、自治体面積の約9割を山林が占める。地質は、中央構造線から近く、領家花崗岩や領家変成岩が分布する。また、北設楽郡の中心的な町である。

## 地理

### 山地
主な山
- 鷹ノ巣山 - 通称：段戸山。標高1,153ｍ
- 大鈴山
- 鞍掛山
- 井山
- 岩古谷山
- 白鳥山

### 河川
主な川
- 豊川
  - 寒狭川（豊川水系）
- 名倉川（矢作川水系）
- 段戸川（矢作川水系）
- 津具川（天竜川水系）

### 湖沼
主な湖
- 段戸湖

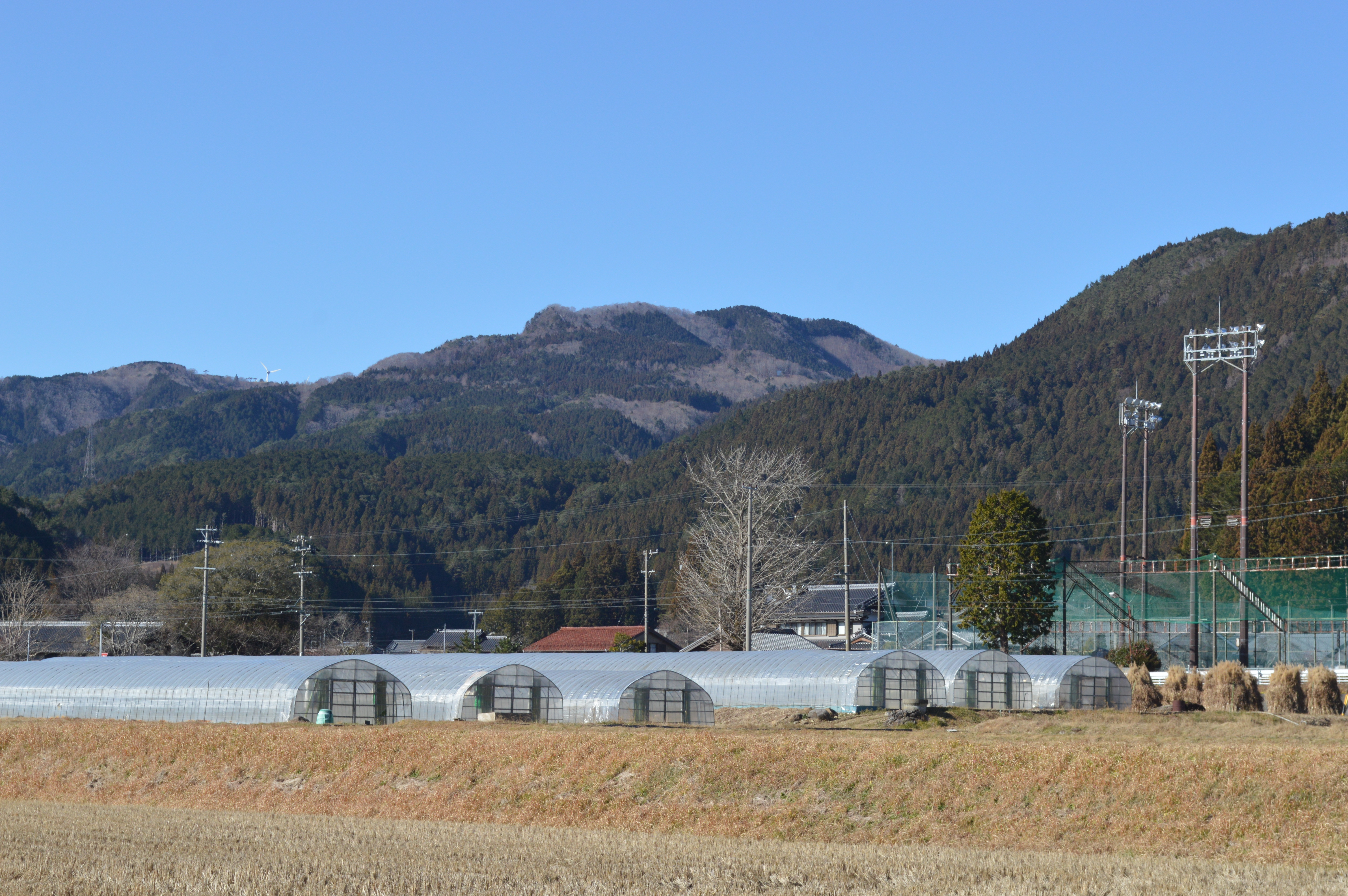
津具から望む井山
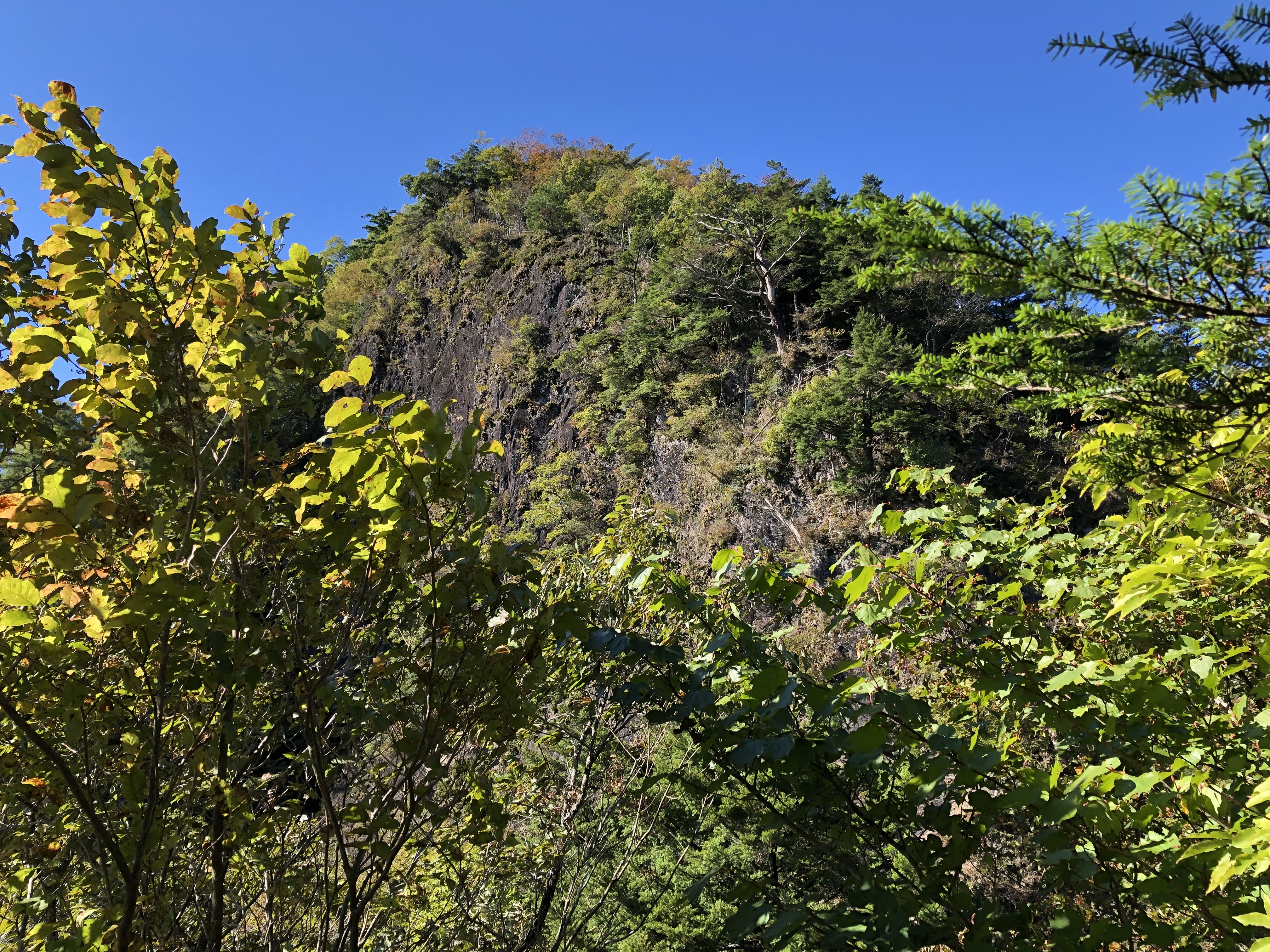
岩古谷山
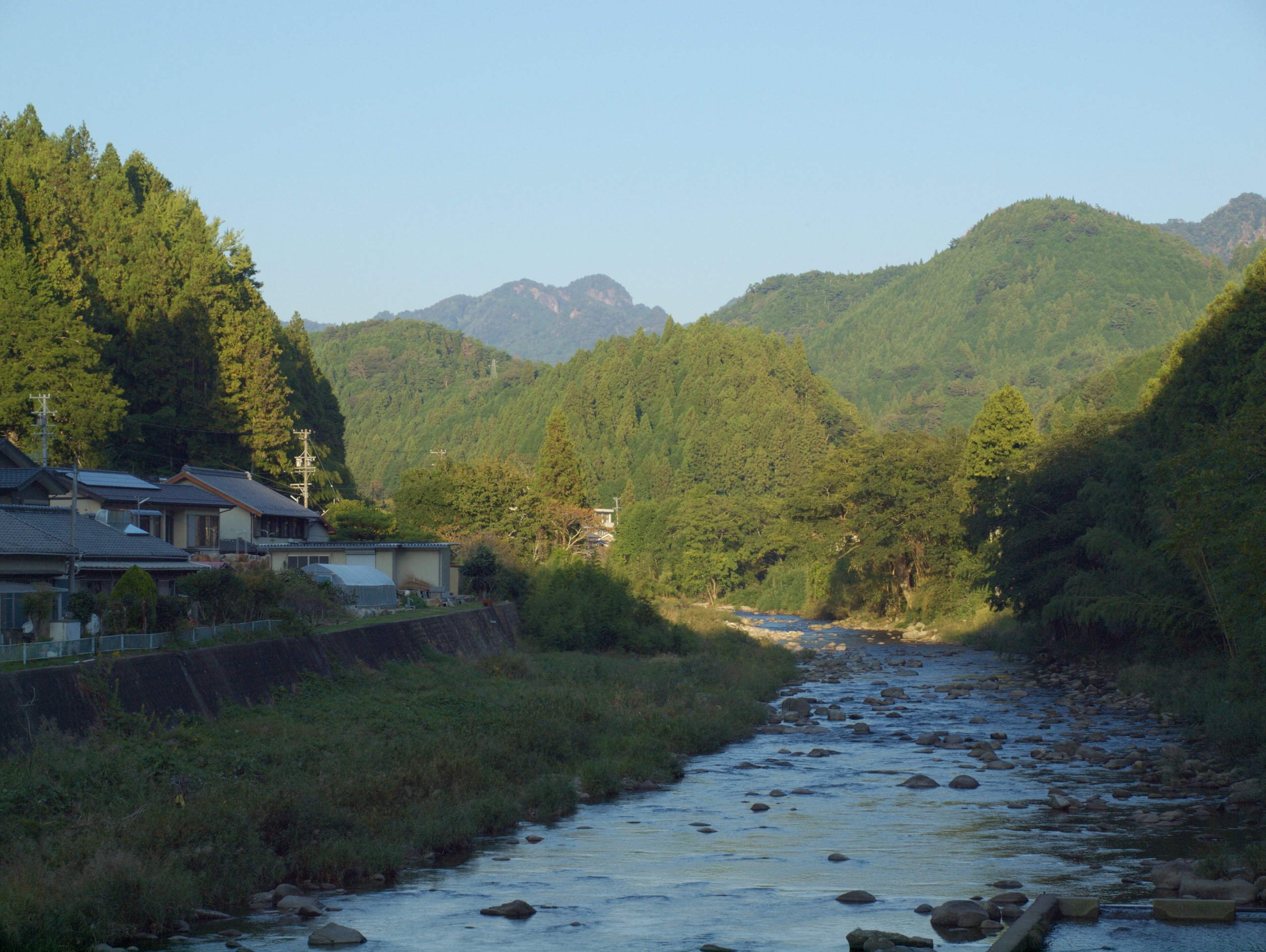
寒狭川
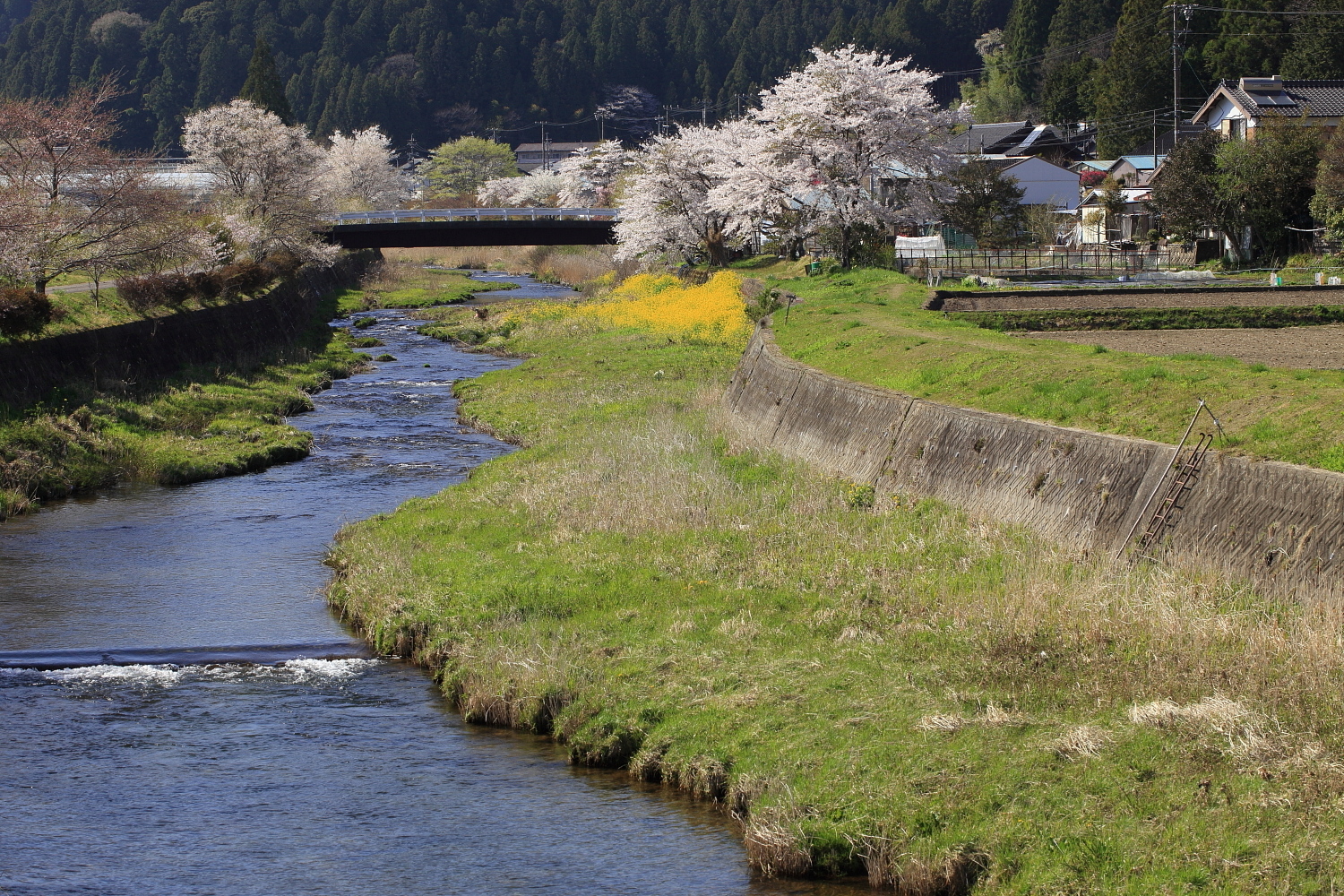
津具川
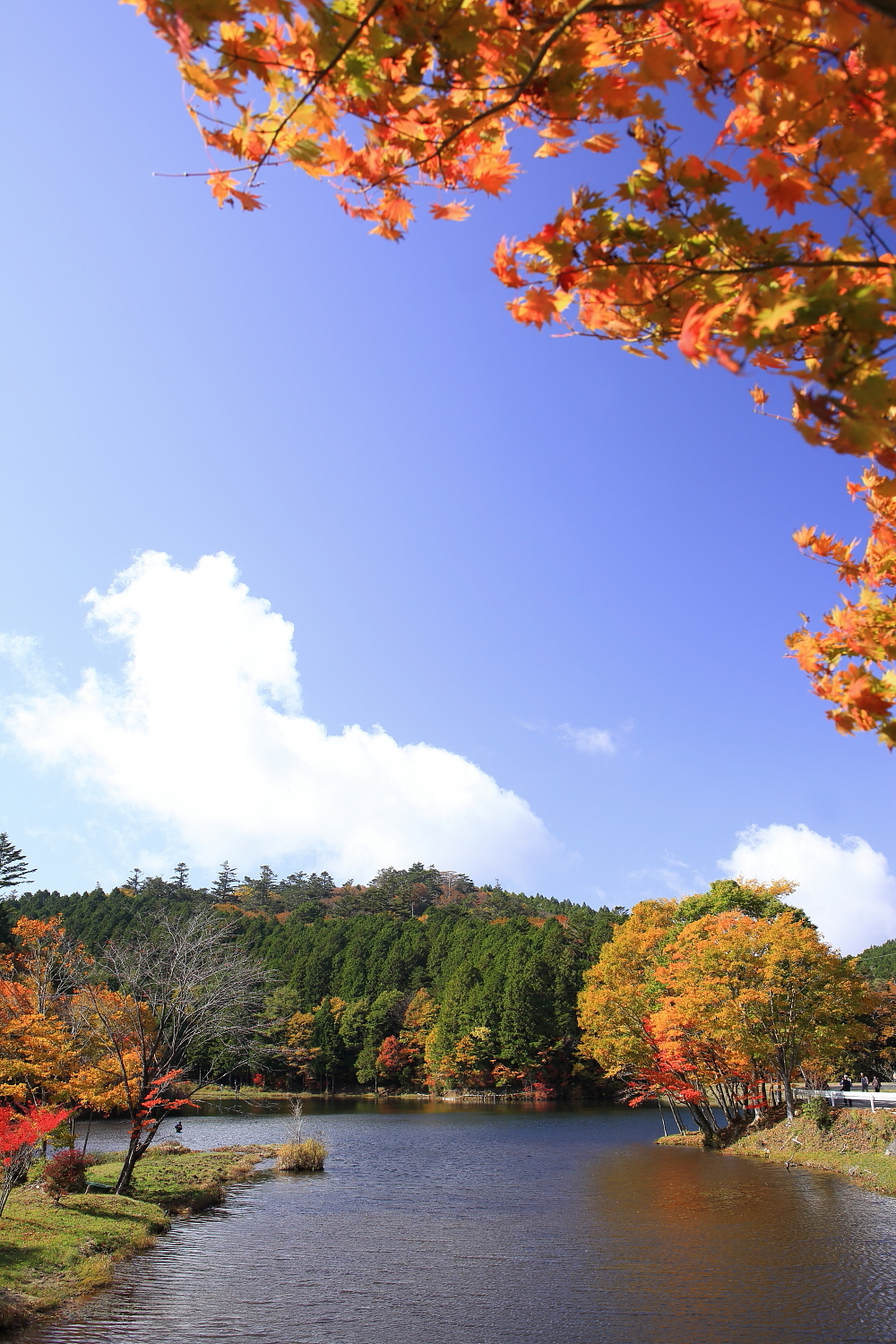
段戸湖

### 地域

#### 町内の大字

設楽町地域（大字）図
（2023年（令和5年）8月現在）

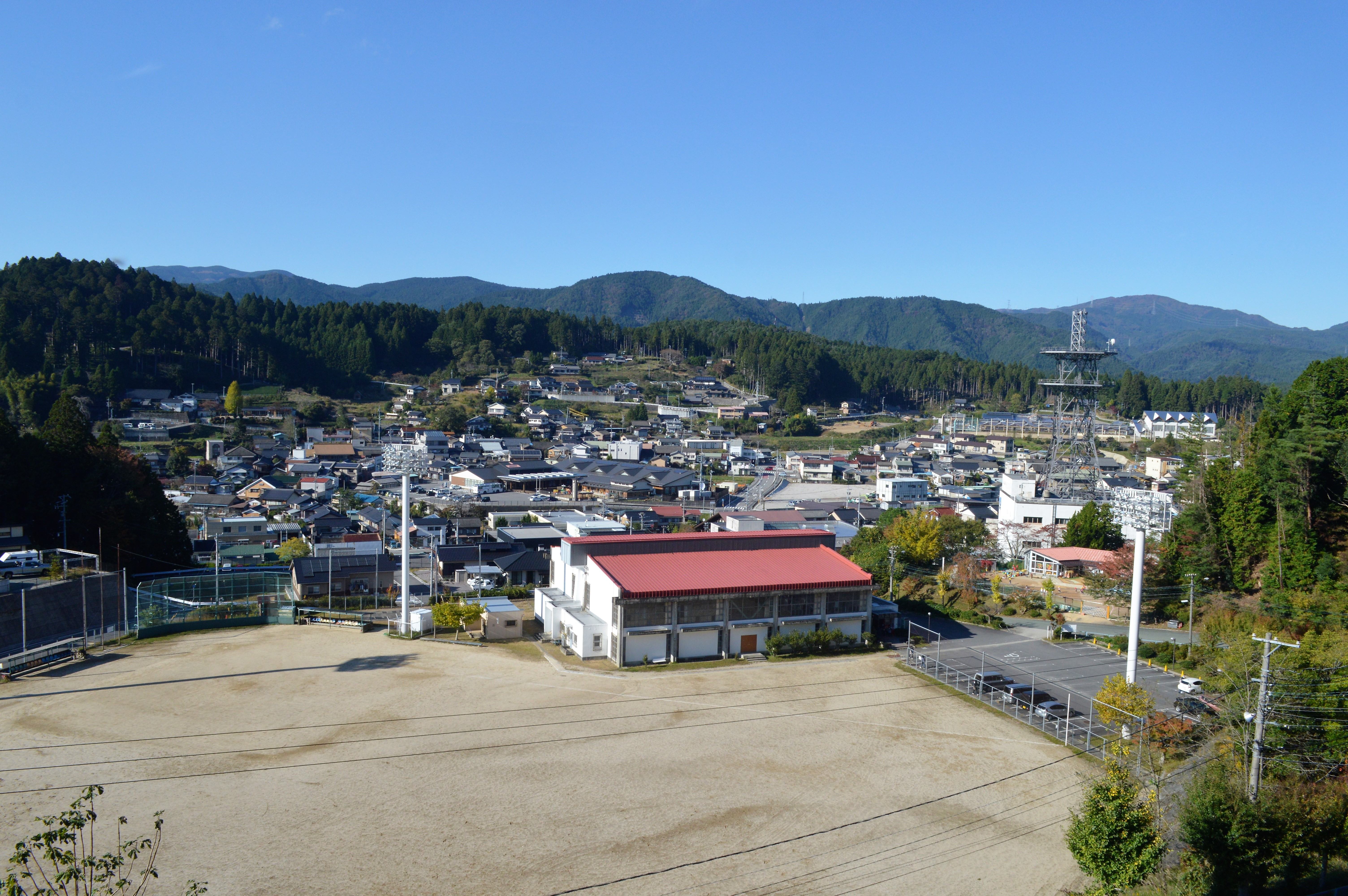
田口地区の遠景
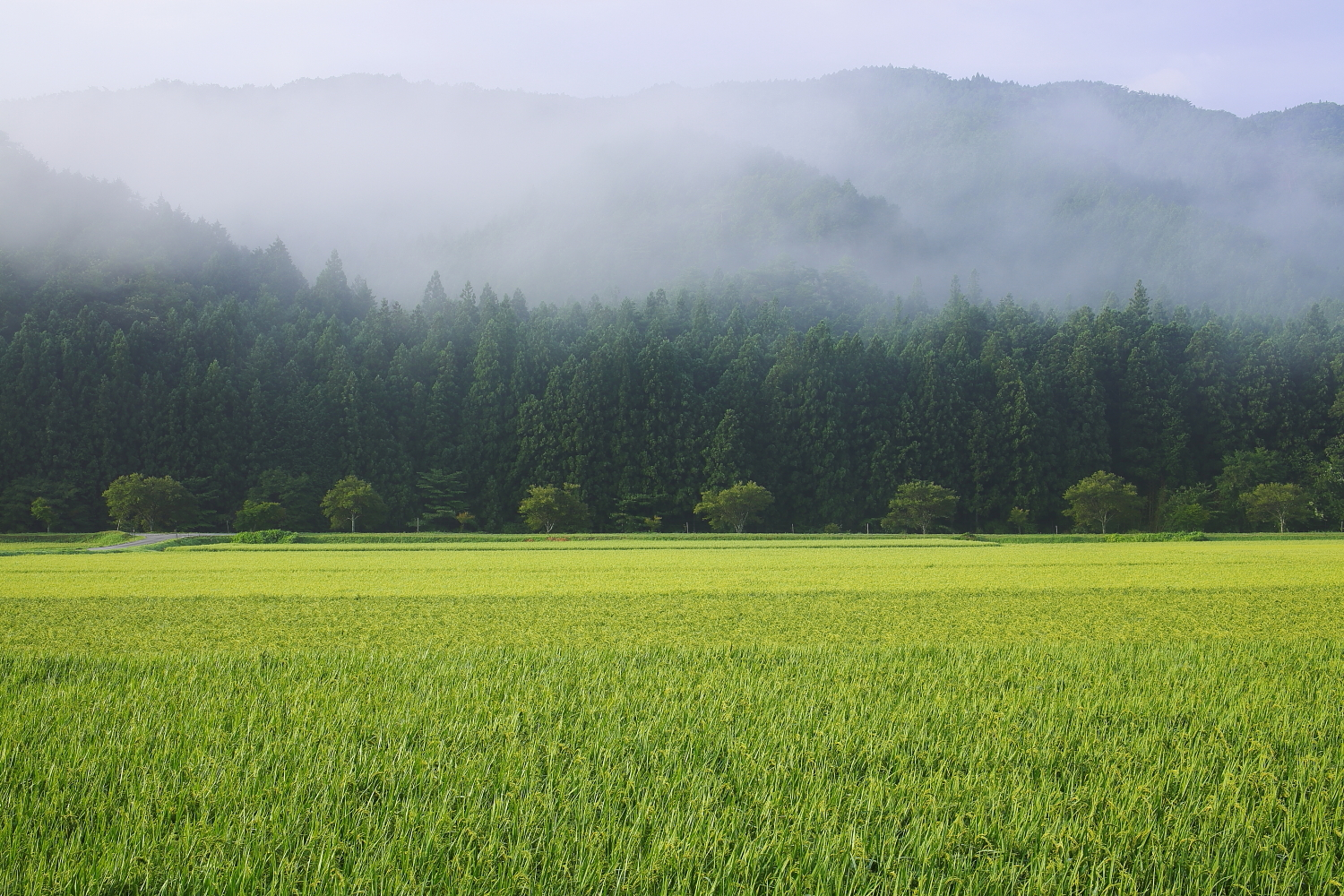
西納庫地区の田園
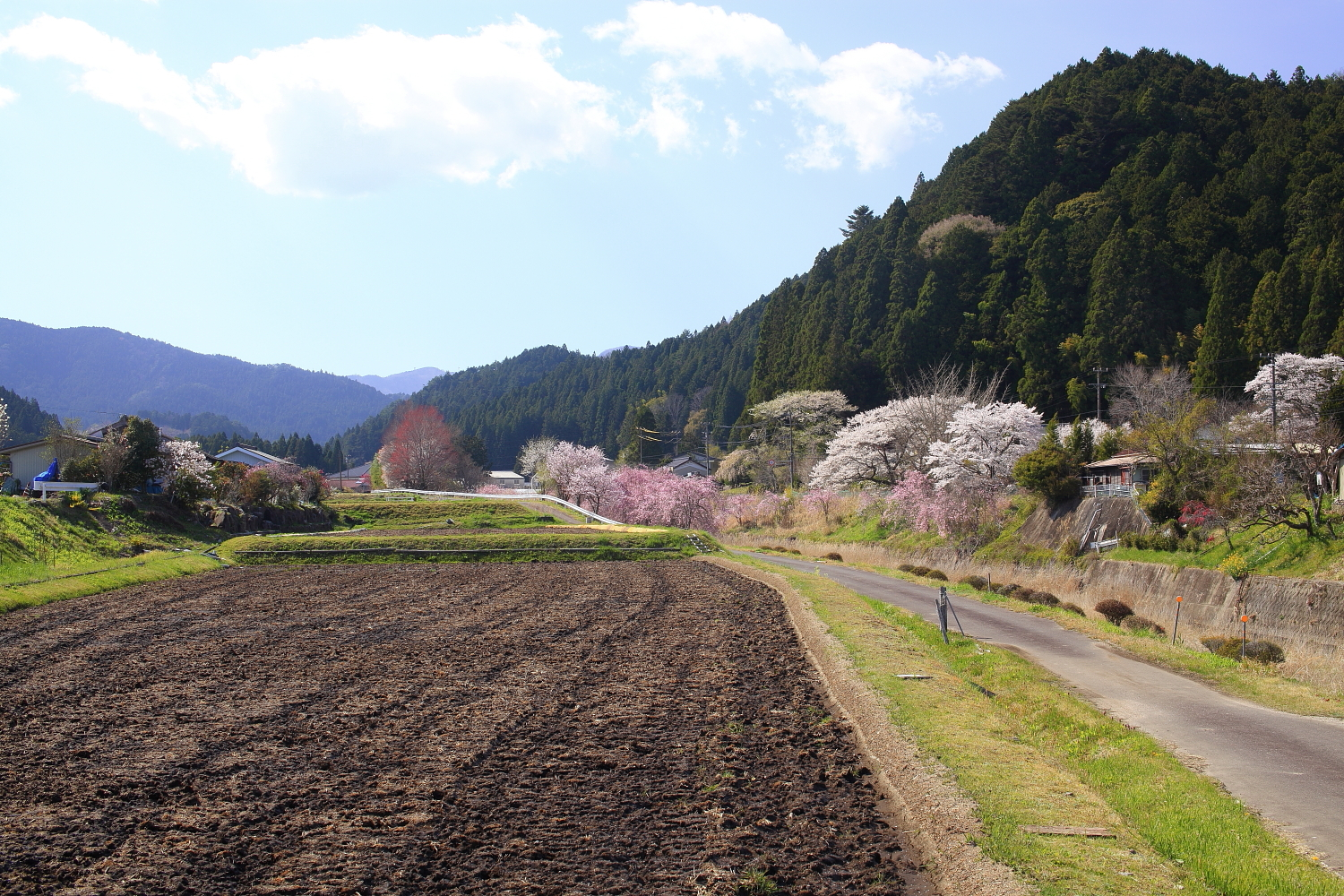
津具地区の風景
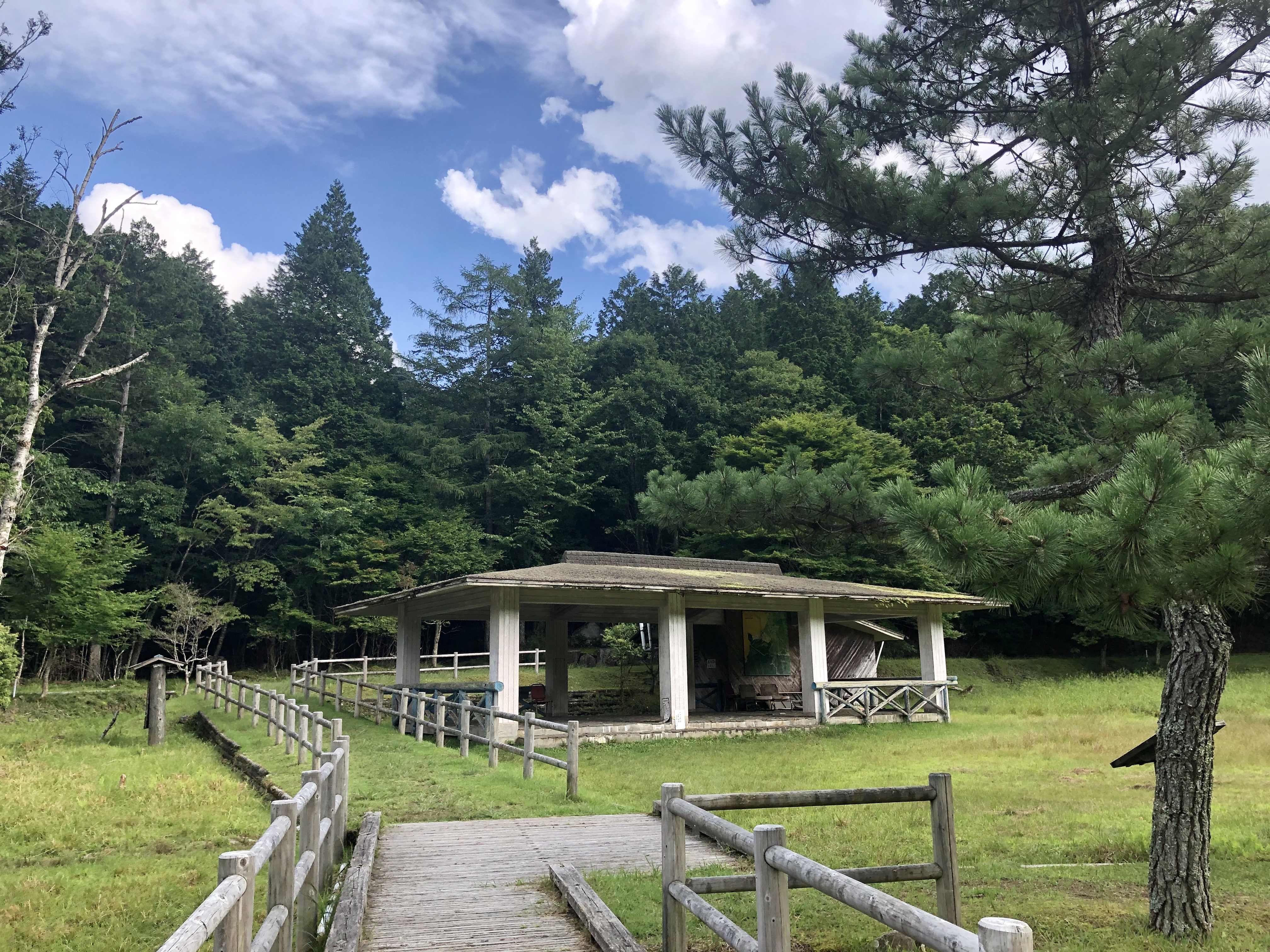
段戸裏谷原生林「きららの森」

- 田口(旧田口村→旧田口町→旧設楽町)
- 八橋(〃)
- 荒尾(〃)
- 和市(〃)
- 小松(〃)
- 長江(〃)
- 清崎(〃)
- 松戸(旧段嶺村→旧設楽町)
- 田内(〃)
- 田峯(〃)
- 三都橋(〃)
- 豊邦(〃)
- 東納庫(旧名倉村→旧設楽町)
- 西納庫(〃)
- 川向(〃)
- 大名倉(〃)
- 神田(旧振草村→旧設楽町)
- 平山(〃)
- 川合(〃)
- 津具(旧津具村)

- 田口地区の遠景
- 西納庫地区の田園
- 津具地区の風景
- 段戸裏谷原生林「きららの森」

### 人口
| |                                        |  |
| 設楽町と全国の年齢別人口分布（2005年） | 設楽町の年齢・男女別人口分布（2005年） |  |
| ■紫色 ― 設楽町 ■緑色 ― 日本全国 | ■青色 ― 男性 ■赤色 ― 女性              |  |
| 設楽町（に相当する地域）の人口の推移 \| 1970年（昭和45年） \| 10,732人 \| \| \| 1975年（昭和50年） \| 9,963人 \| \| \| 1980年（昭和55年） \| 9,321人 \| \| \| 1985年（昭和60年） \| 8,724人 \| \| \| 1990年（平成2年） \| 8,225人 \| \| \| 1995年（平成7年） \| 7,599人 \| \| \| 2000年（平成12年） \| 6,959人 \| \| \| 2005年（平成17年） \| 6,306人 \| \| \| 2010年（平成22年） \| 5,769人 \| \| \| 2015年（平成27年） \| 5,074人 \| \| \| 2020年（令和2年） \| 4,437人 \| \| |                                        |  |
| 総務省統計局 国勢調査より |                                        |  |
| 1970年（昭和45年） | 10,732人                               |  |
| 1975年（昭和50年） | 9,963人                                |  |
| 1980年（昭和55年） | 9,321人                                |  |
| 1985年（昭和60年） | 8,724人                                |  |
| 1990年（平成2年） | 8,225人                                |  |
| 1995年（平成7年） | 7,599人                                |  |
| 2000年（平成12年） | 6,959人                                |  |
| 2005年（平成17年） | 6,306人                                |  |
| 2010年（平成22年） | 5,769人                                |  |
| 2015年（平成27年） | 5,074人                                |  |
| 2020年（令和2年） | 4,437人                                |  |

町ではあるが人口は海部郡飛島村より少ない。

### 隣接する自治体
愛知県
- 豊田市
- 新城市
- 北設楽郡　東栄町
- 北設楽郡　豊根村

長野県
- 下伊那郡　根羽村

## 歴史

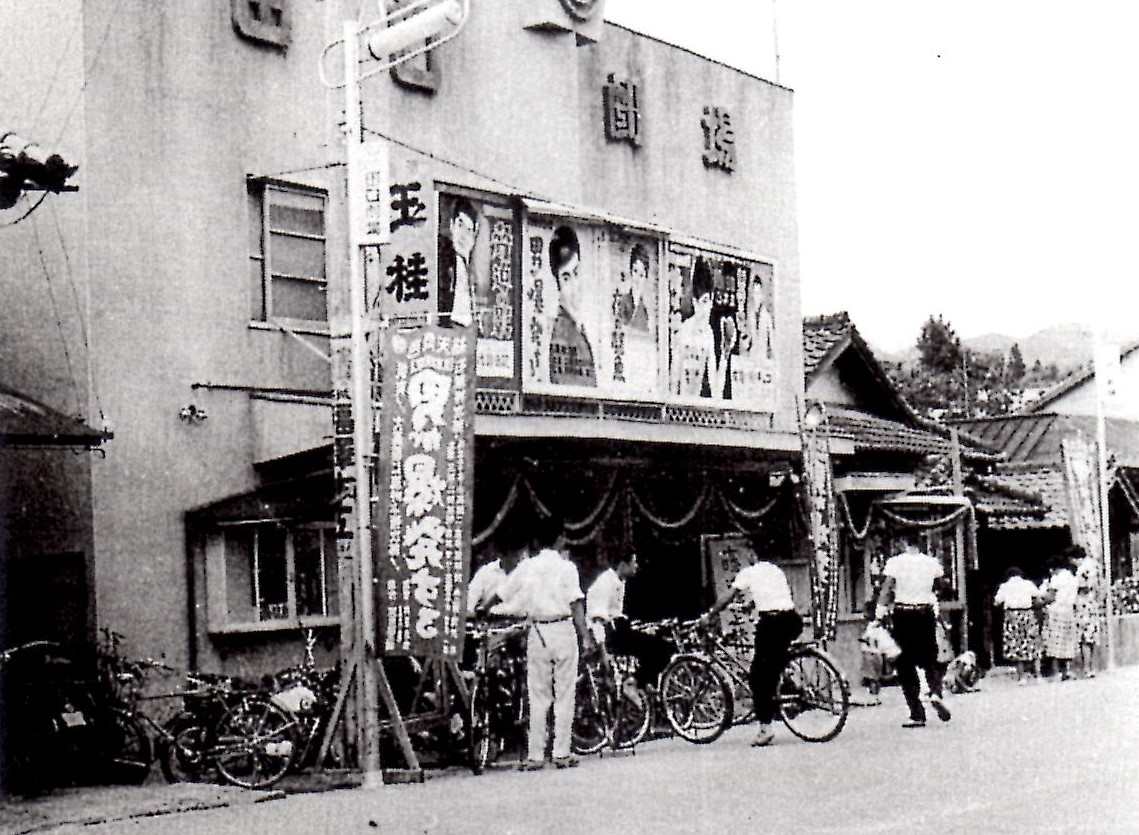
田口劇場
（昭和30年代）

### 古代
旧石器時代
古くから人の活動が見られ、川向市場口では旧石器時代の石器が見つかっている。
縄文時代
狩猟採集社会だった縄文時代には食糧が豊富だったため多くの人々が生活した。中央構造線から近く、黒曜石の産地にもなった。
弥生時代
しかし、弥生時代になると、山間部の水田開発が困難なため、ほとんど人が住んでいない状態になった。
古墳時代
古墳時代になると名倉盆地に人が住み始めたが、稲作は容易でなく経済力が弱く、小規模な古墳しか見つかっていない。
飛鳥時代
律令時代に加茂郡賀禰郷等の一部となる。
平安時代
平安時代末から、高橋新荘（足助荘）、設楽荘（富永荘）の一部として荘園開発がなされ、境川が両荘の境界となった。

### 中世
戦国時代
戦国時代になると、山家三方衆の菅沼氏が田峯城を拠点として支配するようになったが、やがて武田信玄や、織田信長、徳川家康の勢力下となり、武田信玄によって津具金山の開発も行われた。また、武田信玄の侵攻で領域化されたことで、16世紀（寛永 - 延宝頃）に賀茂郡や宝飯郡から設楽郡に移った。

### 近世
江戸時代
江戸時代には幕府領や挙母藩領などであった。

### 沿革
昭和
- 1956年（昭和31年）9月30日 - 北設楽郡田口町、段嶺村、名倉村、振草村の一部が合併して〈旧〉設楽町が発足。上津具村、下津具村が合併して津具村が発足。

平成
- 2005年（平成17年）10月1日 - 〈旧〉設楽町と津具村が合併し、〈新〉設楽町が発足。

| 郡          | 明治22年以前 | 明治22年以前 | 明治22年以前    | 明治22年10月1日 | 明治22年 - 明治45年            | 明治22年 - 明治45年            | 大正1年 - 大正15年                  | 昭和1年 - 昭和64年          | 昭和1年 - 昭和64年          | 平成1年 - 現在              | 現在   |
| ----------- | ------------ | ------------ | --------------- | --------------- | ------------------------------ | ------------------------------ | ----------------------------------- | --------------------------- | --------------------------- | --------------------------- | ------ |
| 北 設 楽 郡 | 田口町村     | 田口町村     | 田口村          | 田口村          | 明治33年10月10日 町制 田口町   | 明治33年10月10日 町制 田口町   | 田口町                              | 昭和31年9月30日 合併 設楽町 | 昭和31年9月30日 合併 設楽町 | 平成17年10月1日 合併 設楽町 | 設楽町 |
| 北 設 楽 郡 | 西路村       |              | 田口村          | 田口村          | 明治33年10月10日 町制 田口町   | 明治33年10月10日 町制 田口町   | 田口町                              | 昭和31年9月30日 合併 設楽町 | 昭和31年9月30日 合併 設楽町 | 平成17年10月1日 合併 設楽町 | 設楽町 |
| 北 設 楽 郡 | 東路村       |              | 田口村          | 田口村          | 明治33年10月10日 町制 田口町   | 明治33年10月10日 町制 田口町   | 田口町                              | 昭和31年9月30日 合併 設楽町 | 昭和31年9月30日 合併 設楽町 | 平成17年10月1日 合併 設楽町 | 設楽町 |
| 北 設 楽 郡 | 中島村       |              | 田口村          | 田口村          | 明治33年10月10日 町制 田口町   | 明治33年10月10日 町制 田口町   | 田口町                              | 昭和31年9月30日 合併 設楽町 | 昭和31年9月30日 合併 設楽町 | 平成17年10月1日 合併 設楽町 | 設楽町 |
| 北 設 楽 郡 | 東田内村     | 東田内村     | 清崎村          | 田口村          | 明治33年10月10日 町制 田口町   | 明治33年10月10日 町制 田口町   | 田口町                              | 昭和31年9月30日 合併 設楽町 | 昭和31年9月30日 合併 設楽町 | 平成17年10月1日 合併 設楽町 | 設楽町 |
| 北 設 楽 郡 | 萩平村       |              | 清崎村          | 田口村          | 明治33年10月10日 町制 田口町   | 明治33年10月10日 町制 田口町   | 田口町                              | 昭和31年9月30日 合併 設楽町 | 昭和31年9月30日 合併 設楽町 | 平成17年10月1日 合併 設楽町 | 設楽町 |
| 北 設 楽 郡 | 小代村       |              | 清崎村          | 田口村          | 明治33年10月10日 町制 田口町   | 明治33年10月10日 町制 田口町   | 田口町                              | 昭和31年9月30日 合併 設楽町 | 昭和31年9月30日 合併 設楽町 | 平成17年10月1日 合併 設楽町 | 設楽町 |
| 北 設 楽 郡 | 塩津村       |              | 清崎村          | 田口村          | 明治33年10月10日 町制 田口町   | 明治33年10月10日 町制 田口町   | 田口町                              | 昭和31年9月30日 合併 設楽町 | 昭和31年9月30日 合併 設楽町 | 平成17年10月1日 合併 設楽町 | 設楽町 |
| 北 設 楽 郡 | 田枯村       | 田枯村       | 八橋村          | 田口村          | 明治33年10月10日 町制 田口町   | 明治33年10月10日 町制 田口町   | 田口町                              | 昭和31年9月30日 合併 設楽町 | 昭和31年9月30日 合併 設楽町 | 平成17年10月1日 合併 設楽町 | 設楽町 |
| 北 設 楽 郡 | 向林村       |              | 八橋村          | 田口村          | 明治33年10月10日 町制 田口町   | 明治33年10月10日 町制 田口町   | 田口町                              | 昭和31年9月30日 合併 設楽町 | 昭和31年9月30日 合併 設楽町 | 平成17年10月1日 合併 設楽町 | 設楽町 |
| 北 設 楽 郡 | 永江沢村     |              | 八橋村          | 田口村          | 明治33年10月10日 町制 田口町   | 明治33年10月10日 町制 田口町   | 田口町                              | 昭和31年9月30日 合併 設楽町 | 昭和31年9月30日 合併 設楽町 | 平成17年10月1日 合併 設楽町 | 設楽町 |
| 北 設 楽 郡 | 小松野村     | 小松野村     | 小松村          | 田口村          | 明治33年10月10日 町制 田口町   | 明治33年10月10日 町制 田口町   | 田口町                              | 昭和31年9月30日 合併 設楽町 | 昭和31年9月30日 合併 設楽町 | 平成17年10月1日 合併 設楽町 | 設楽町 |
| 北 設 楽 郡 | 柿平村       |              | 小松村          | 田口村          | 明治33年10月10日 町制 田口町   | 明治33年10月10日 町制 田口町   | 田口町                              | 昭和31年9月30日 合併 設楽町 | 昭和31年9月30日 合併 設楽町 | 平成17年10月1日 合併 設楽町 | 設楽町 |
| 北 設 楽 郡 | 怒田輪村     |              | 小松村          | 田口村          | 明治33年10月10日 町制 田口町   | 明治33年10月10日 町制 田口町   | 田口町                              | 昭和31年9月30日 合併 設楽町 | 昭和31年9月30日 合併 設楽町 | 平成17年10月1日 合併 設楽町 | 設楽町 |
| 北 設 楽 郡 | 荒尾村       |              |                 | 田口村          | 明治33年10月10日 町制 田口町   | 明治33年10月10日 町制 田口町   | 田口町                              | 昭和31年9月30日 合併 設楽町 | 昭和31年9月30日 合併 設楽町 | 平成17年10月1日 合併 設楽町 | 設楽町 |
| 北 設 楽 郡 | 長江村       |              |                 | 田口村          | 明治33年10月10日 町制 田口町   | 明治33年10月10日 町制 田口町   | 田口町                              | 昭和31年9月30日 合併 設楽町 | 昭和31年9月30日 合併 設楽町 | 平成17年10月1日 合併 設楽町 | 設楽町 |
| 北 設 楽 郡 | 和市村       |              |                 | 田口村          | 明治33年10月10日 町制 田口町   | 明治33年10月10日 町制 田口町   | 田口町                              | 昭和31年9月30日 合併 設楽町 | 昭和31年9月30日 合併 設楽町 | 平成17年10月1日 合併 設楽町 | 設楽町 |
| 北 設 楽 郡 | 大名倉村     | 大名倉村     | 大名倉村        | 名倉村          | 名倉村                         | 名倉村                         | 名倉村                              | 昭和31年9月30日 合併 設楽町 | 昭和31年9月30日 合併 設楽町 | 平成17年10月1日 合併 設楽町 | 設楽町 |
| 北 設 楽 郡 | 清水村       | 納庫村       | 西納庫村        | 名倉村          | 名倉村                         | 名倉村                         | 名倉村                              | 昭和31年9月30日 合併 設楽町 | 昭和31年9月30日 合併 設楽町 | 平成17年10月1日 合併 設楽町 | 設楽町 |
| 北 設 楽 郡 | 貝津田村     | 納庫村       | 西納庫村        | 名倉村          | 名倉村                         | 名倉村                         | 名倉村                              | 昭和31年9月30日 合併 設楽町 | 昭和31年9月30日 合併 設楽町 | 平成17年10月1日 合併 設楽町 | 設楽町 |
| 北 設 楽 郡 | 川口村       | 納庫村       | 西納庫村        | 名倉村          | 名倉村                         | 名倉村                         | 名倉村                              | 昭和31年9月30日 合併 設楽町 | 昭和31年9月30日 合併 設楽町 | 平成17年10月1日 合併 設楽町 | 設楽町 |
| 北 設 楽 郡 | 湯谷村       | 納庫村       | 西納庫村        | 名倉村          | 名倉村                         | 名倉村                         | 名倉村                              | 昭和31年9月30日 合併 設楽町 | 昭和31年9月30日 合併 設楽町 | 平成17年10月1日 合併 設楽町 | 設楽町 |
| 北 設 楽 郡 | 久原村       | 納庫村       | 東納庫村        | 名倉村          | 名倉村                         | 名倉村                         | 名倉村                              | 昭和31年9月30日 合併 設楽町 | 昭和31年9月30日 合併 設楽町 | 平成17年10月1日 合併 設楽町 | 設楽町 |
| 北 設 楽 郡 | 松本村       | 納庫村       | 東納庫村        | 名倉村          | 名倉村                         | 名倉村                         | 名倉村                              | 昭和31年9月30日 合併 設楽町 | 昭和31年9月30日 合併 設楽町 | 平成17年10月1日 合併 設楽町 | 設楽町 |
| 北 設 楽 郡 | 寺脇村       | 納庫村       | 東納庫村        | 名倉村          | 名倉村                         | 名倉村                         | 名倉村                              | 昭和31年9月30日 合併 設楽町 | 昭和31年9月30日 合併 設楽町 | 平成17年10月1日 合併 設楽町 | 設楽町 |
| 北 設 楽 郡 | 神子谷下村   | 納庫村       | 東納庫村        | 名倉村          | 名倉村                         | 名倉村                         | 名倉村                              | 昭和31年9月30日 合併 設楽町 | 昭和31年9月30日 合併 設楽町 | 平成17年10月1日 合併 設楽町 | 設楽町 |
| 北 設 楽 郡 | 市ノ瀬村     | 納庫村       | 東納庫村        | 名倉村          | 名倉村                         | 名倉村                         | 名倉村                              | 昭和31年9月30日 合併 設楽町 | 昭和31年9月30日 合併 設楽町 | 平成17年10月1日 合併 設楽町 | 設楽町 |
| 北 設 楽 郡 | 社脇村       | 納庫村       | 東納庫村        | 名倉村          | 名倉村                         | 名倉村                         | 名倉村                              | 昭和31年9月30日 合併 設楽町 | 昭和31年9月30日 合併 設楽町 | 平成17年10月1日 合併 設楽町 | 設楽町 |
| 北 設 楽 郡 | 万場村       | 納庫村       | 東納庫村        | 名倉村          | 名倉村                         | 名倉村                         | 名倉村                              | 昭和31年9月30日 合併 設楽町 | 昭和31年9月30日 合併 設楽町 | 平成17年10月1日 合併 設楽町 | 設楽町 |
| 北 設 楽 郡 | 猪之沢村     | 納庫村       | 東納庫村        | 名倉村          | 名倉村                         | 名倉村                         | 名倉村                              | 昭和31年9月30日 合併 設楽町 | 昭和31年9月30日 合併 設楽町 | 平成17年10月1日 合併 設楽町 | 設楽町 |
| 北 設 楽 郡 | 大久保村     | 納庫村       | 東納庫村        | 名倉村          | 名倉村                         | 名倉村                         | 名倉村                              | 昭和31年9月30日 合併 設楽町 | 昭和31年9月30日 合併 設楽町 | 平成17年10月1日 合併 設楽町 | 設楽町 |
| 北 設 楽 郡 | 大桑村       | 納庫村       | 東納庫村        | 名倉村          | 名倉村                         | 名倉村                         | 名倉村                              | 昭和31年9月30日 合併 設楽町 | 昭和31年9月30日 合併 設楽町 | 平成17年10月1日 合併 設楽町 | 設楽町 |
| 北 設 楽 郡 | 大平村       | 納庫村       | 東納庫村        | 名倉村          | 名倉村                         | 名倉村                         | 名倉村                              | 昭和31年9月30日 合併 設楽町 | 昭和31年9月30日 合併 設楽町 | 平成17年10月1日 合併 設楽町 | 設楽町 |
| 北 設 楽 郡 | 宇連村       | 納庫村       | 東納庫村        | 名倉村          | 名倉村                         | 名倉村                         | 名倉村                              | 昭和31年9月30日 合併 設楽町 | 昭和31年9月30日 合併 設楽町 | 平成17年10月1日 合併 設楽町 | 設楽町 |
| 北 設 楽 郡 | 川向村       |              |                 | 名倉村          | 名倉村                         | 名倉村                         | 名倉村                              | 昭和31年9月30日 合併 設楽町 | 昭和31年9月30日 合併 設楽町 | 平成17年10月1日 合併 設楽町 | 設楽町 |
| 北 設 楽 郡 | 田峯村       | 田峯村       | 田峯村          | 段嶺村          | 段嶺村                         | 段嶺村                         | 段嶺村                              | 昭和31年9月30日 合併 設楽町 | 昭和31年9月30日 合併 設楽町 | 平成17年10月1日 合併 設楽町 | 設楽町 |
| 北 設 楽 郡 | 上西田内村   | 上西田内村   | 田内村          | 段嶺村          | 段嶺村                         | 段嶺村                         | 段嶺村                              | 昭和31年9月30日 合併 設楽町 | 昭和31年9月30日 合併 設楽町 | 平成17年10月1日 合併 設楽町 | 設楽町 |
| 北 設 楽 郡 | 下西田内村   |              | 田内村          | 段嶺村          | 段嶺村                         | 段嶺村                         | 段嶺村                              | 昭和31年9月30日 合併 設楽町 | 昭和31年9月30日 合併 設楽町 | 平成17年10月1日 合併 設楽町 | 設楽町 |
| 北 設 楽 郡 | 筒井村       | 筒井村       | 三都橋村        | 段嶺村          | 段嶺村                         | 段嶺村                         | 段嶺村                              | 昭和31年9月30日 合併 設楽町 | 昭和31年9月30日 合併 設楽町 | 平成17年10月1日 合併 設楽町 | 設楽町 |
| 北 設 楽 郡 | 折立村       |              | 三都橋村        | 段嶺村          | 段嶺村                         | 段嶺村                         | 段嶺村                              | 昭和31年9月30日 合併 設楽町 | 昭和31年9月30日 合併 設楽町 | 平成17年10月1日 合併 設楽町 | 設楽町 |
| 北 設 楽 郡 | 栗島村       |              | 三都橋村        | 段嶺村          | 段嶺村                         | 段嶺村                         | 段嶺村                              | 昭和31年9月30日 合併 設楽町 | 昭和31年9月30日 合併 設楽町 | 平成17年10月1日 合併 設楽町 | 設楽町 |
| 北 設 楽 郡 | 笠井島村     | 笠井島村     | 豊邦村          | 段嶺村          | 段嶺村                         | 段嶺村                         | 段嶺村                              | 昭和31年9月30日 合併 設楽町 | 昭和31年9月30日 合併 設楽町 | 平成17年10月1日 合併 設楽町 | 設楽町 |
| 北 設 楽 郡 | 桑平新田     |              | 豊邦村          | 段嶺村          | 段嶺村                         | 段嶺村                         | 段嶺村                              | 昭和31年9月30日 合併 設楽町 | 昭和31年9月30日 合併 設楽町 | 平成17年10月1日 合併 設楽町 | 設楽町 |
| 北 設 楽 郡 | 松戸村       |              |                 | 段嶺村          | 段嶺村                         | 段嶺村                         | 段嶺村                              | 昭和31年9月30日 合併 設楽町 | 昭和31年9月30日 合併 設楽町 | 平成17年10月1日 合併 設楽町 | 設楽町 |
| 北 設 楽 郡 | 宇連村       | 宇連村       | 川合村 （一部） | 振草村（一部）  | 振草村（一部）                 | 振草村（一部）                 | 振草村（一部） （平山・神田・川合） | 昭和31年9月30日 合併 設楽町 | 昭和31年9月30日 合併 設楽町 | 平成17年10月1日 合併 設楽町 | 設楽町 |
| 北 設 楽 郡 | 平山村       |              |                 | 振草村（一部）  | 振草村（一部）                 | 振草村（一部）                 | 振草村（一部） （平山・神田・川合） | 昭和31年9月30日 合併 設楽町 | 昭和31年9月30日 合併 設楽町 | 平成17年10月1日 合併 設楽町 | 設楽町 |
| 北 設 楽 郡 | 神田村       |              |                 | 振草村（一部）  | 振草村（一部）                 | 振草村（一部）                 | 振草村（一部） （平山・神田・川合） | 昭和31年9月30日 合併 設楽町 | 昭和31年9月30日 合併 設楽町 | 平成17年10月1日 合併 設楽町 | 設楽町 |
| 北 設 楽 郡 | 上津具村     | （町方）     | 上津具村        | 津具村          | 明治23年10月23日 分割 上津具村 | 明治23年10月23日 分割 上津具村 | 上津具村                            | 昭和31年9月30日 合併 津具村 | 昭和31年9月30日 合併 津具村 | 平成17年10月1日 合併 設楽町 | 設楽町 |
| 北 設 楽 郡 | 上津具村     | （山方）     | 上津具村        | 津具村          | 明治23年10月23日 分割 上津具村 | 明治23年10月23日 分割 上津具村 | 上津具村                            | 昭和31年9月30日 合併 津具村 | 昭和31年9月30日 合併 津具村 | 平成17年10月1日 合併 設楽町 | 設楽町 |
| 北 設 楽 郡 | 下津具村     | （北方）     | 下津具村        | 津具村          | 明治23年10月23日 分割 下津具村 | 明治23年10月23日 分割 下津具村 | 下津具村                            | 昭和31年9月30日 合併 津具村 | 昭和31年9月30日 合併 津具村 | 平成17年10月1日 合併 設楽町 | 設楽町 |
| 北 設 楽 郡 | 下津具村     | （南方）     | 下津具村        | 津具村          | 明治23年10月23日 分割 下津具村 | 明治23年10月23日 分割 下津具村 | 下津具村                            | 昭和31年9月30日 合併 津具村 | 昭和31年9月30日 合併 津具村 | 平成17年10月1日 合併 設楽町 | 設楽町 |

## 行政

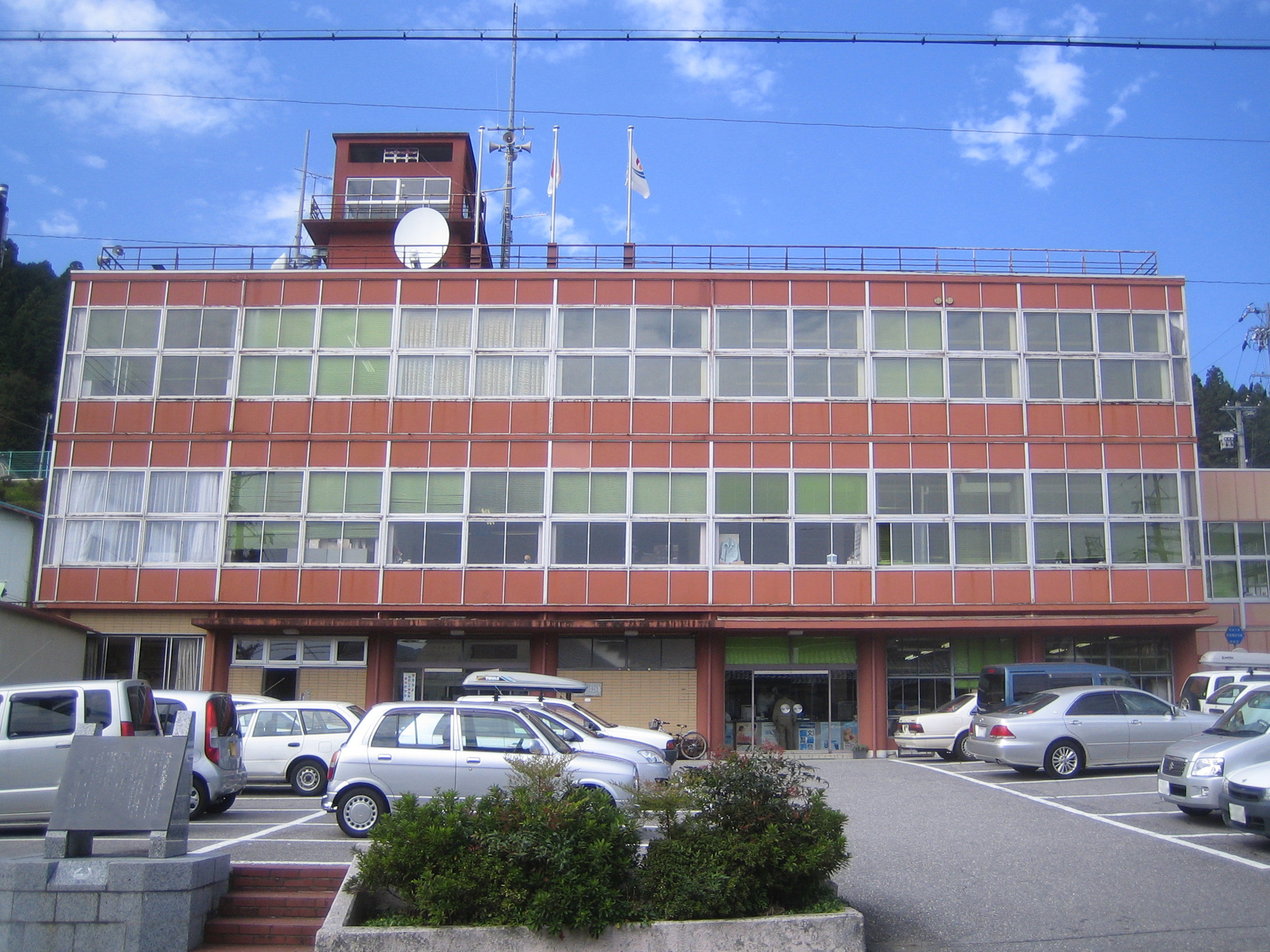
旧・設楽町役場

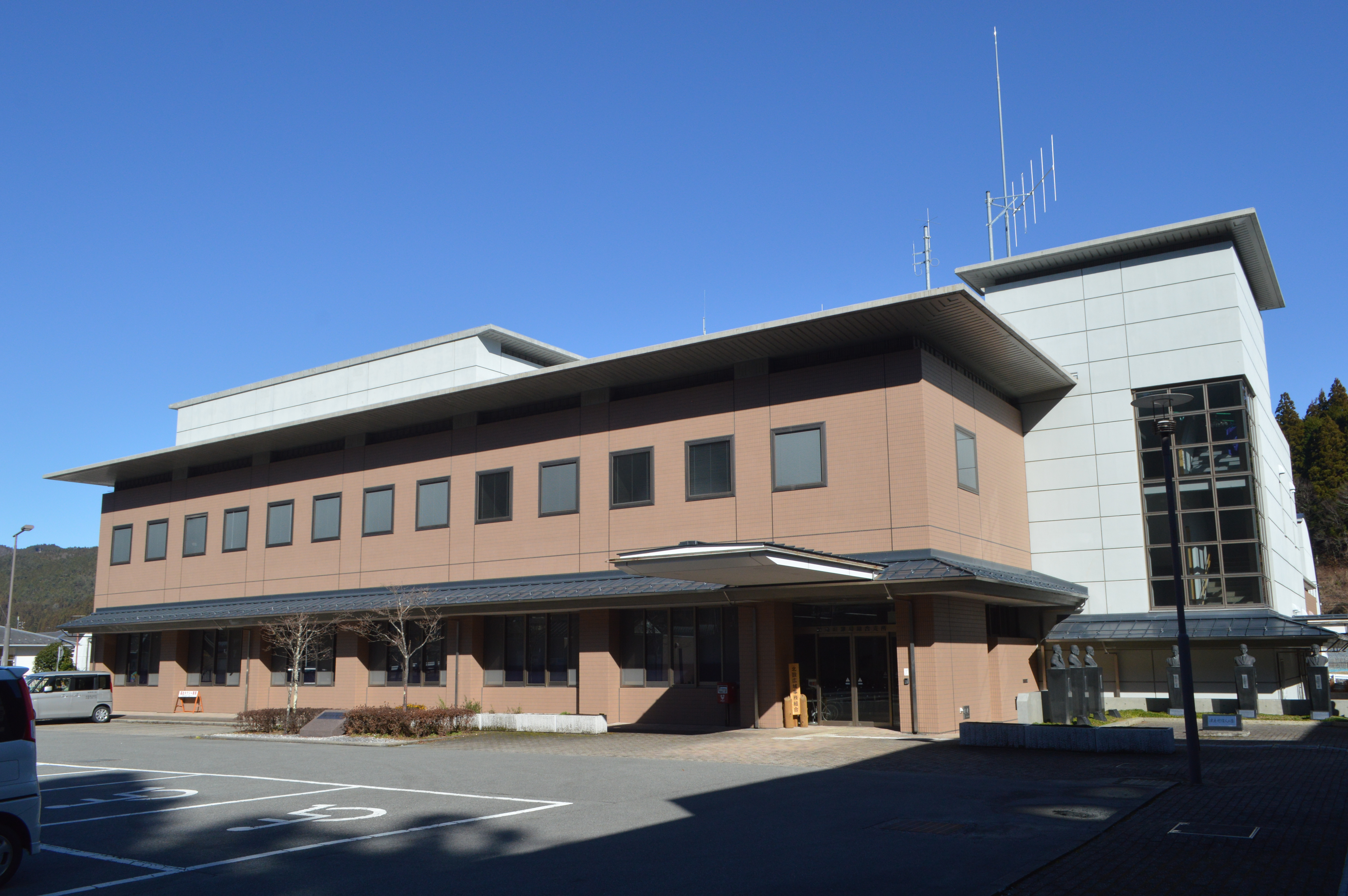
津具総合支所

### 町長
- 町長：土屋浩（2021年10月23日就任）

### 副町長
- 副町長：久保田美智雄

### 町政機関
本庁舎出納室
- 総務課
- 企画ダム対策課（2015年4月1日より企画課とダム対策室が合併）
- 財政課
- 町民課
- したら保健福祉センター
- 産業課
- 建設課
- 生活課
  - 段嶺窓口センター
  - 名倉窓口センター
  - 神田窓口センター
- 教育委員会
  - 教育長
- 老人福祉施設 やすらぎの里

津具総合支所
- 管理課
  - つぐ診療所

### 県政機関
- 新城設楽建設事務所 設楽支所（田口字川原田6-18）
  - 新城設楽建設事務所 設楽ダム関連事業出張所
- 新城保健所 設楽出張窓口（田口字川原田6-18）
新城設楽建設事務所 設楽支所内。以前は別の建物にあった。
  - 新城設楽福祉相談センター 設楽駐在
- 新城設楽農林水産事務所（本所；田口字小貝津6-2）
- 東三河教育事務所 設楽教育指導室（田口字小貝津6-2）

### 市町村合併
合併の経緯
2004年（平成16年）4月8日に設楽町・津具村合併協議会が設置され、2005年（平成17年）9月30日には合併を行うことで合意に達した。2005年（平成17年）10月1日に新たに設楽町が発足すると、2005年（平成17年）11月20日には奥三河総合センターで新設楽町誕生記念式典を開催し、同年11月21日には「設楽町章及び設楽町旗の取扱要領」を制定した。2007年（平成19年）1月1日には設楽町町民憲章を制定した。

### 新庁舎の移設
旧設楽町役場の庁舎は古く、老朽化に伴う耐震性の問題解消などのため、2014年（平成26年）1月6日に新庁舎に移転して業務を開始した。

## 議会

### 町議会
- 定数：10人
- 任期：2023年5月1日 - 2027年4月30日

### 衆議院
- 選挙区：愛知14区（豊川市、蒲郡市、新城市、額田郡、北設楽郡）
- 任期：2024年10月27日 - 2028年10月26日
- 投票日：2024年10月27日
- 当日有権者数：289,546人[2]
- 投票率：58.30％

| 当落 | 候補者名   | 年齢 | 所属党派   | 新旧別 | 得票数   | 重複 |
| ---- | ---------- | ---- | ---------- | ------ | -------- | ---- |
| 当   | 今枝宗一郎 | 40   | 自由民主党 | 前     | 90,334票 | ○    |
| 比当 | 大嶽理恵   | 47   | 立憲民主党 | 新     | 64,763票 | ○    |
|      | 浅尾大輔   | 54   | 日本共産党 | 新     | 9,970票  |      |

## 国家機関

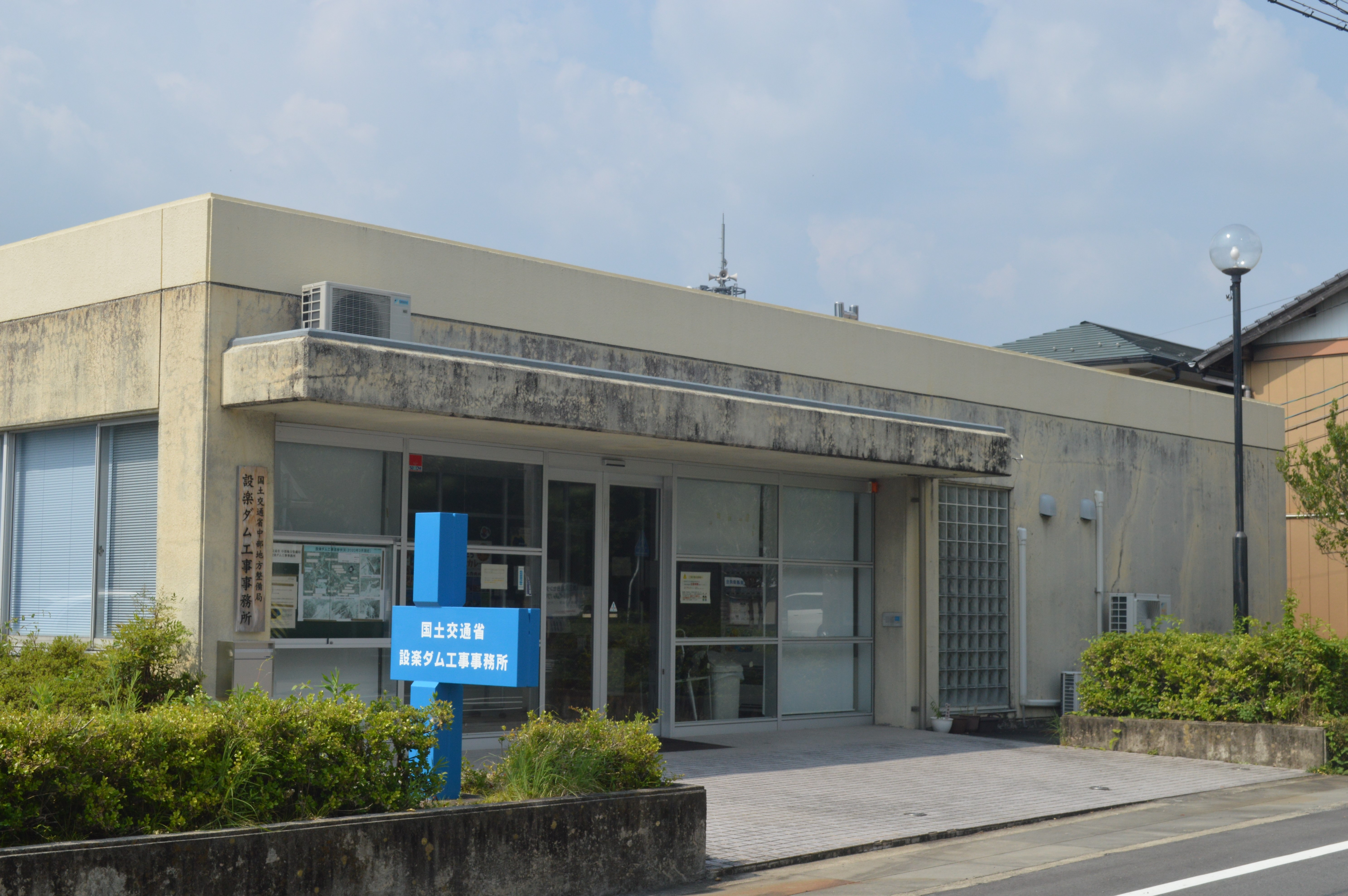
設楽ダム工事事務所

### 国土交通省
- 中部地方整備局 設楽ダム工事事務所

## 施設

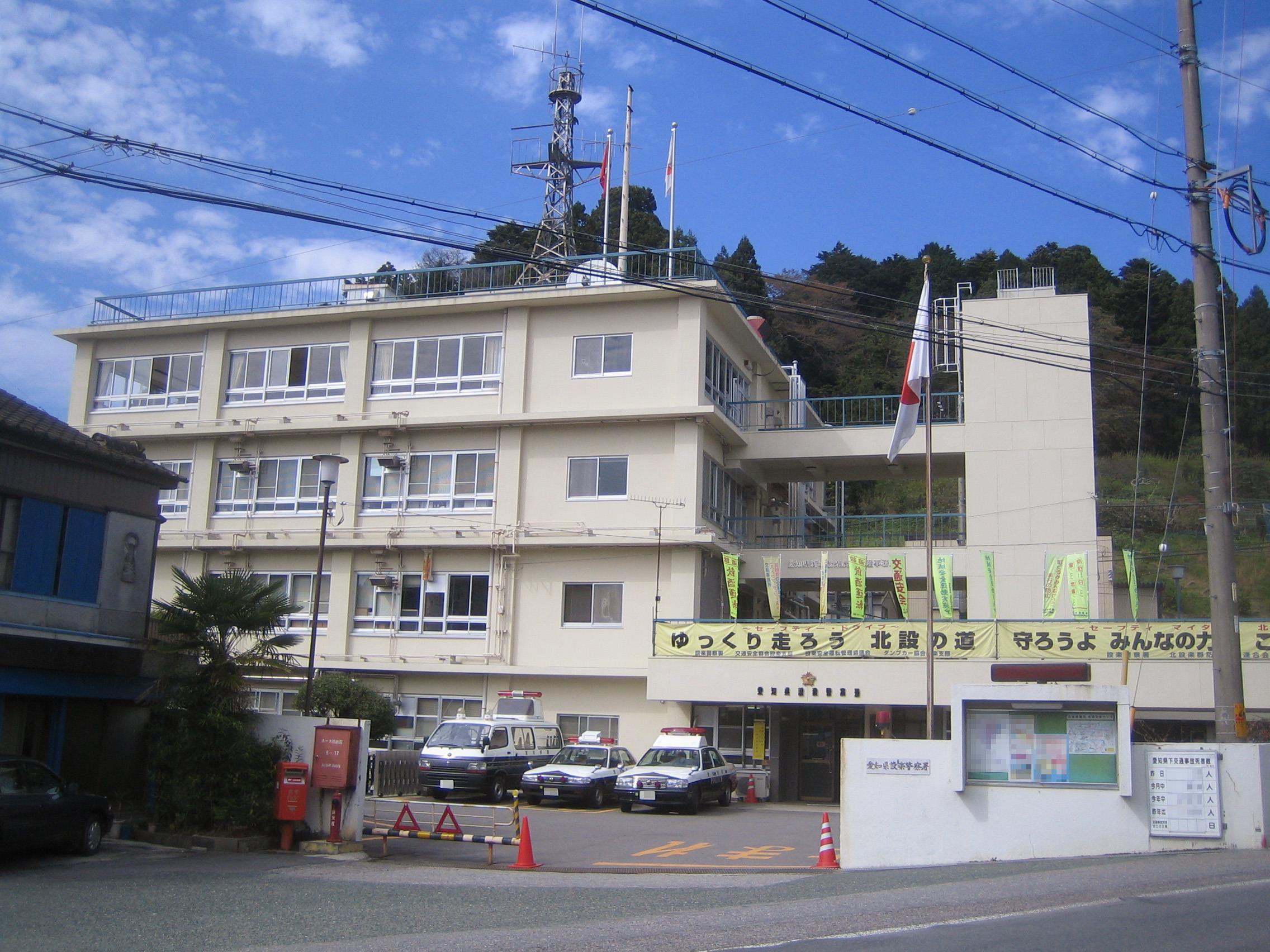
設楽警察署

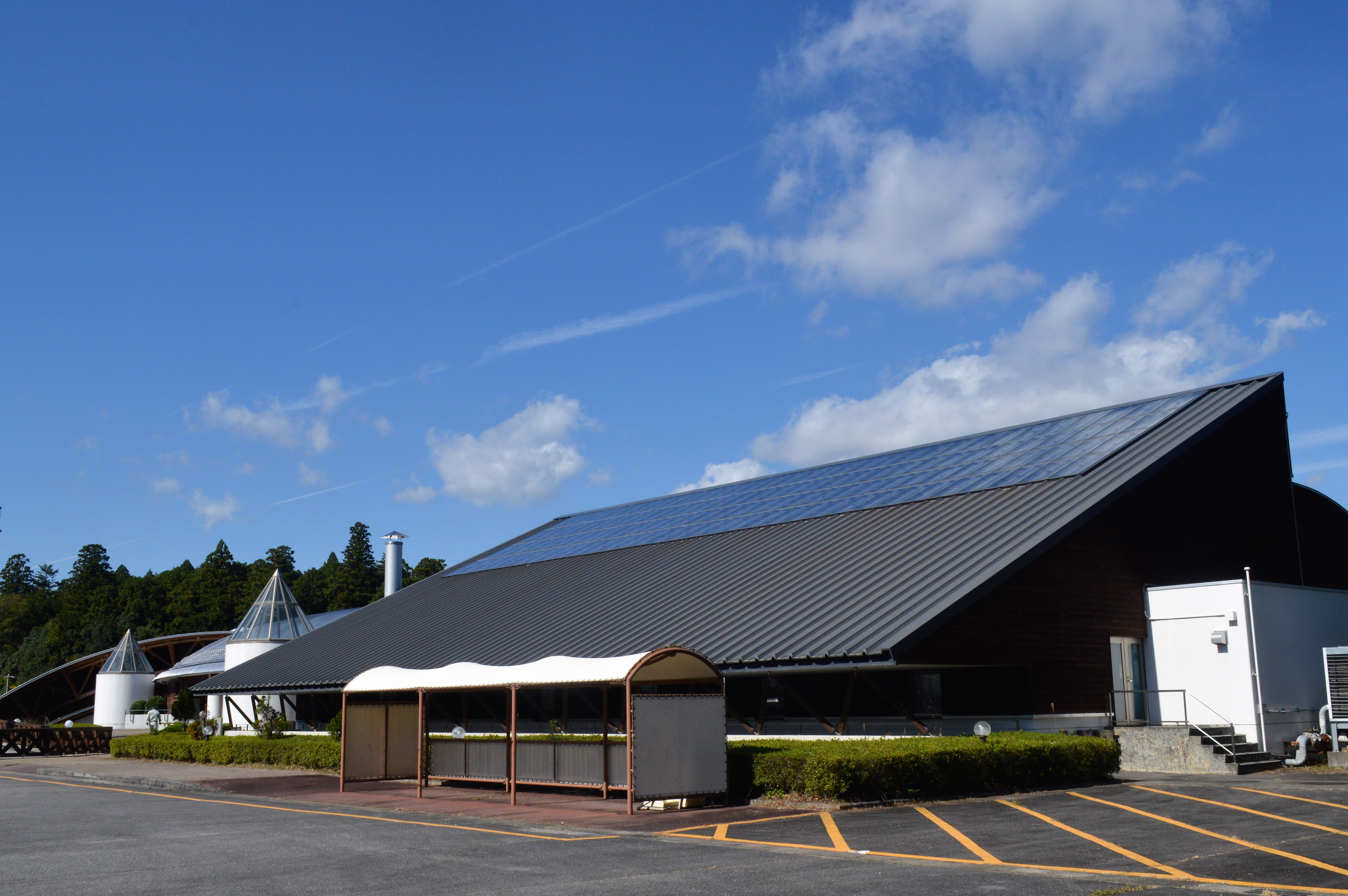
設楽町ふれあい広場

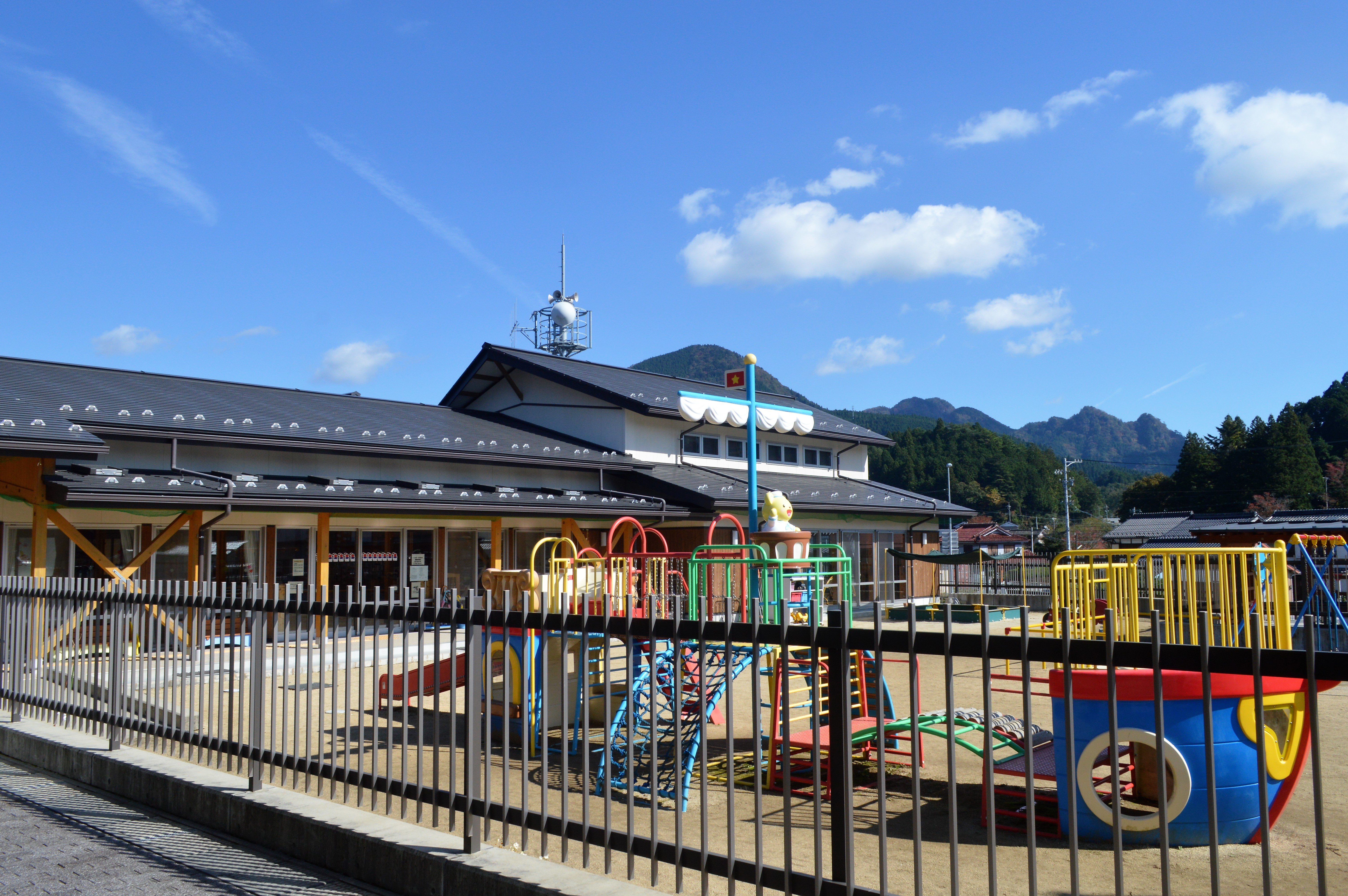
設楽町こどもセンター

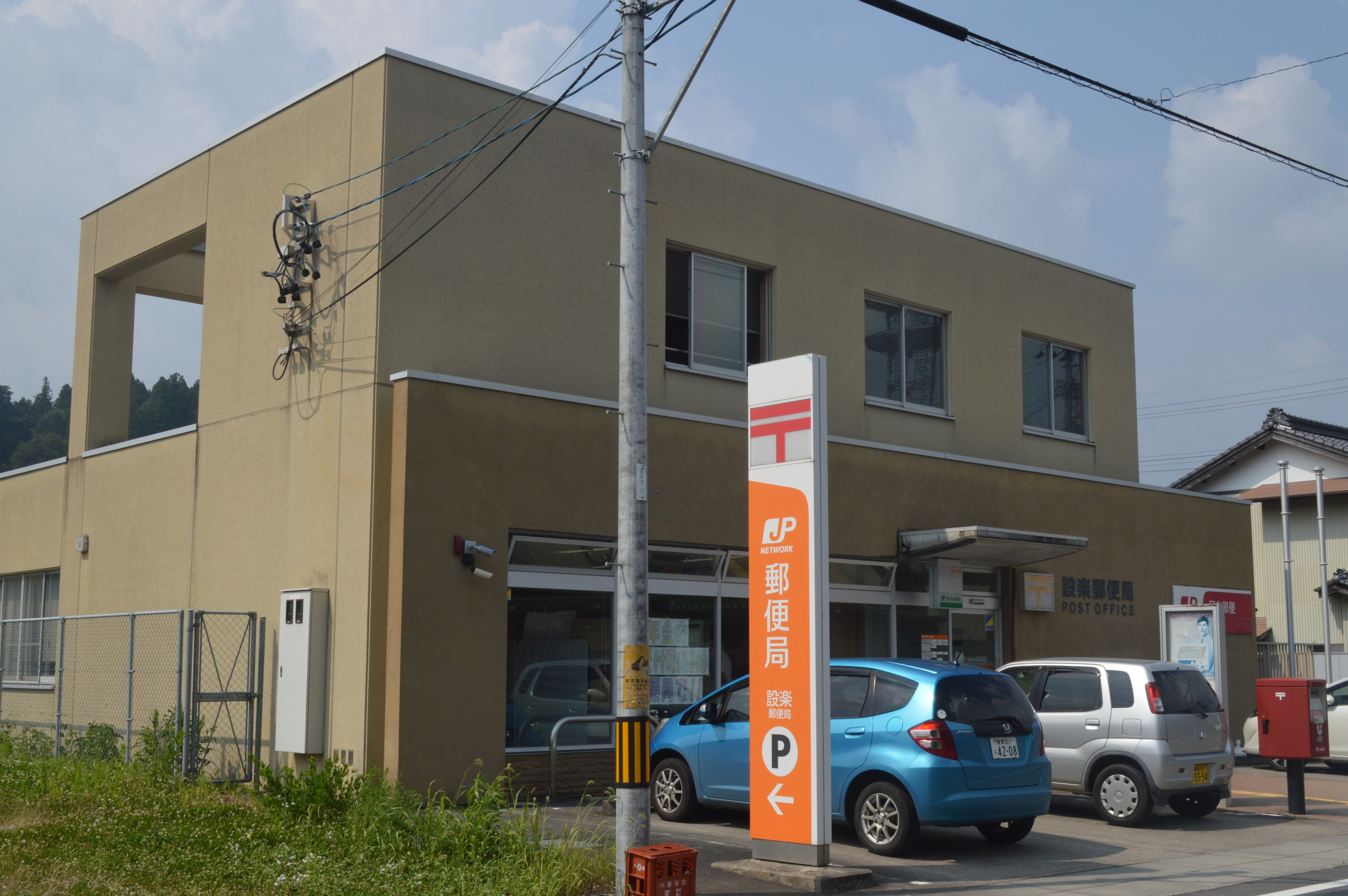
設楽郵便局

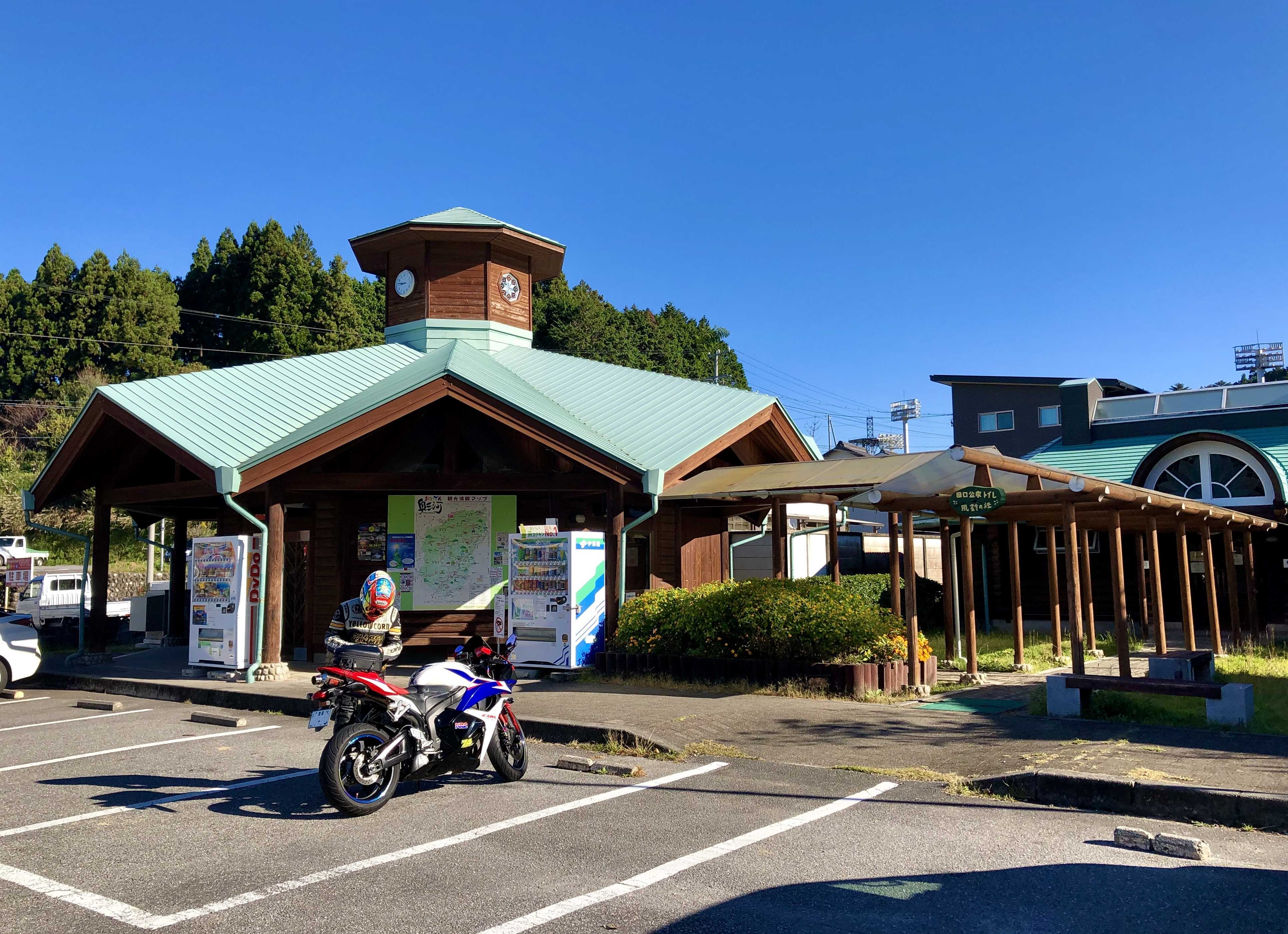
風鈴の径

### 警察
本部
- 愛知県警 設楽警察署（田口字小貝津）

駐在所
- 名倉警察官駐在所（東納庫字塞勝）
- 田峯警察官駐在所（田峯字竹桑田）
- 津具西警察官駐在所（津具字町尻）
- 津具東警察官駐在所（津具字上下留）

### 消防
本部
- 新城市消防本部

分署
- 設楽分署（田口字ヒロカイツ48-2・49-2合併地）

分遣所
- 津具分遣所（津具字下川原6-1）

### 医療
主な医療施設
- 伊藤内科
- 月新堂医院
- つぐ診療所（津具）：公営
- 伊藤歯科
- マツモト歯科
- 山富歯科

### 郵便局
主な郵便局
- 設楽郵便局
- 下津具郵便局
- 津具郵便局
- 名倉郵便局

### 社会教育施設
- 設楽町民図書館
- 設楽町子どもセンター
- つぐグリーンプラザ
- 豊橋市神田ふれあいセンター - 設楽町にあるが豊橋市の施設である。
- 設楽町ふれあい広場

## 対外関係

### 姉妹都市・提携都市

#### 海外
フレンドシップ相手国
2005年日本国際博覧会（愛知万博）では「一市町村一国フレンドシップ事業」が行われた。名古屋市を除く愛知県内の市町村が120の万博公式参加国をそれぞれとしてフレンドシップ相手国として迎え入れた。
- コスタリカ共和国
- サモア独立国

#### 国内
姉妹都市
- 田原市（中部地方 愛知県）
1990年(平成2年)3月24日 旧津具村と姉妹都市提携 設楽町との合併後も関係を引き継ぐ

## 経済

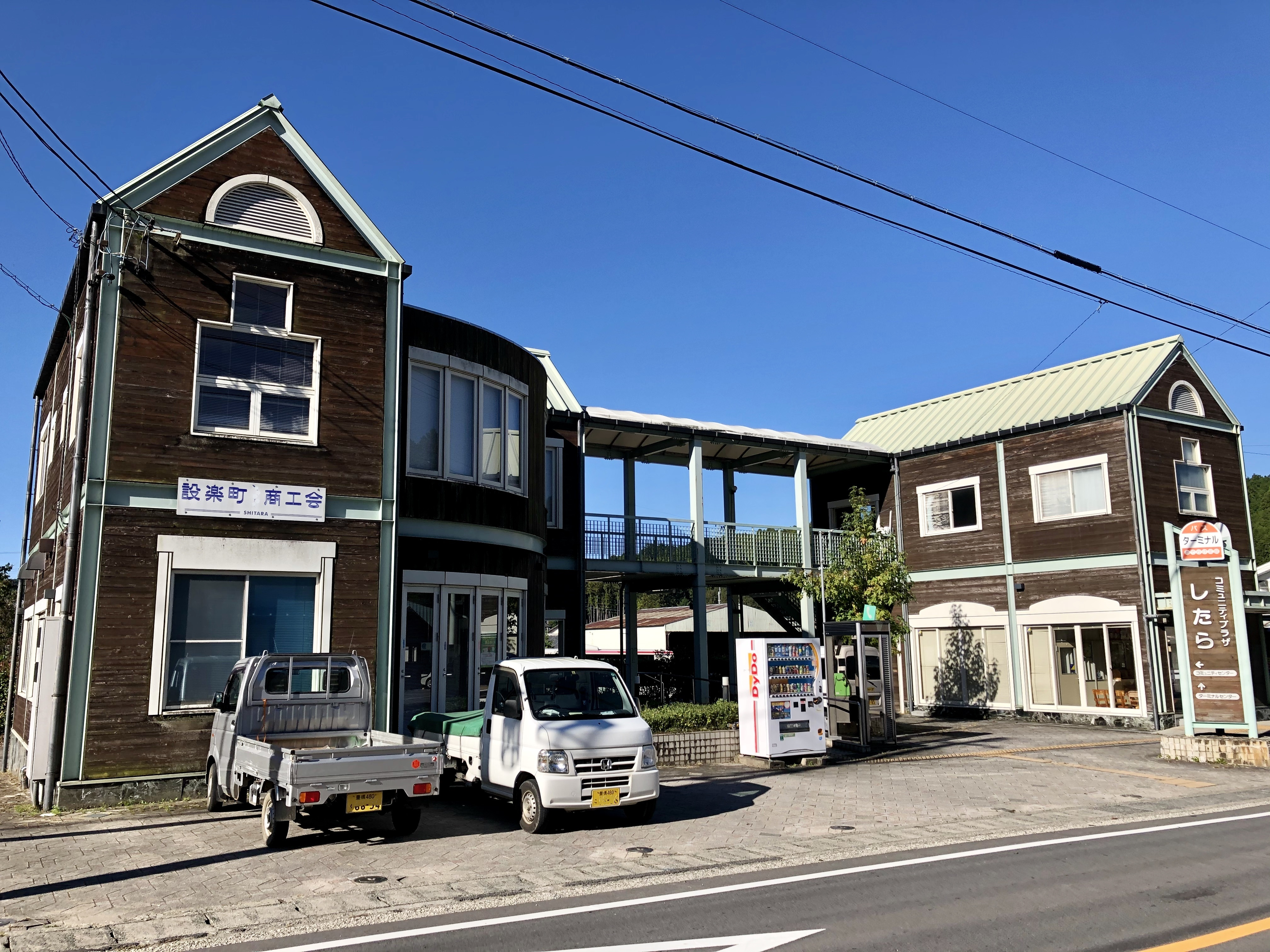
設楽町商工会

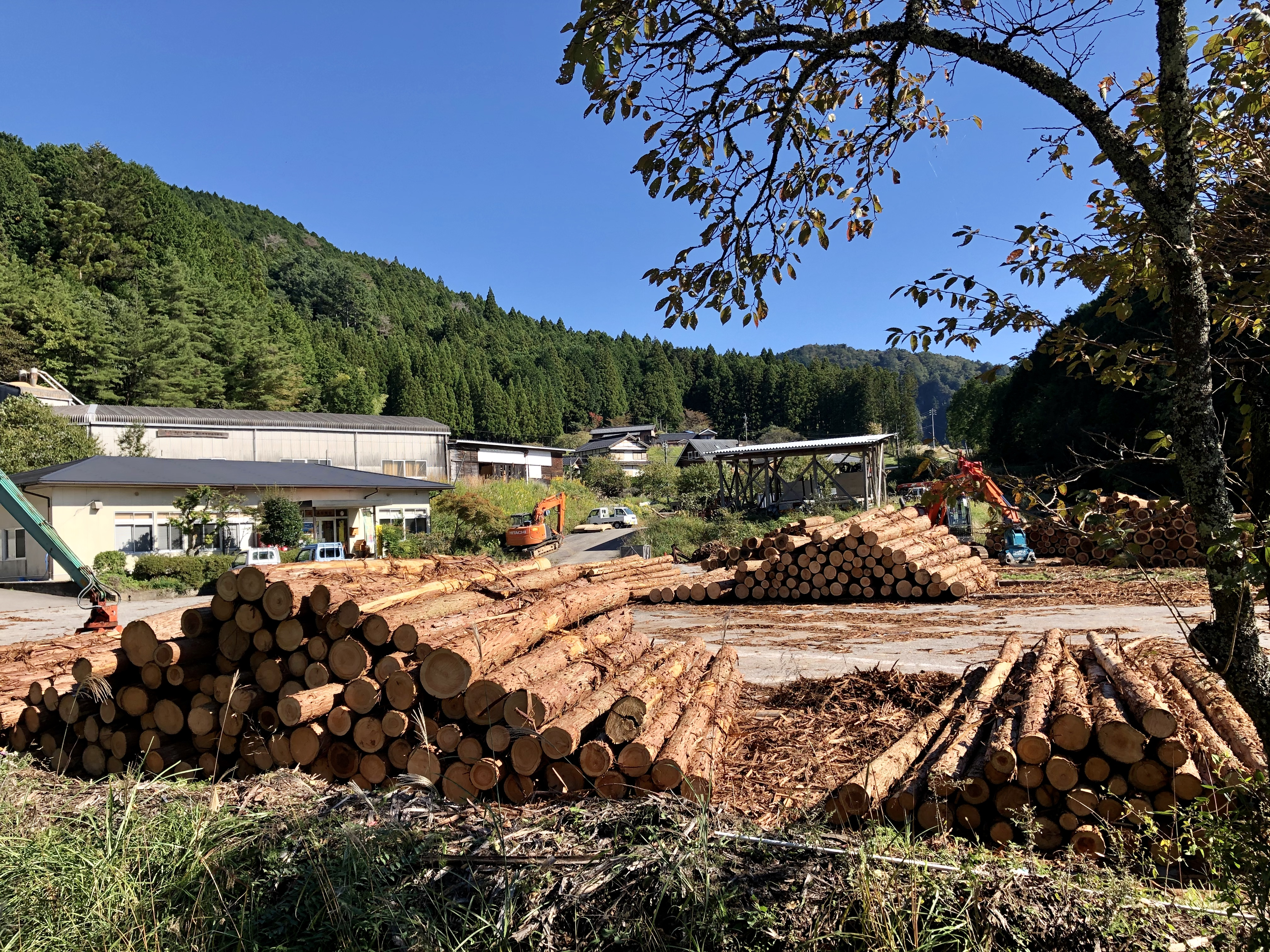
設楽森林組合

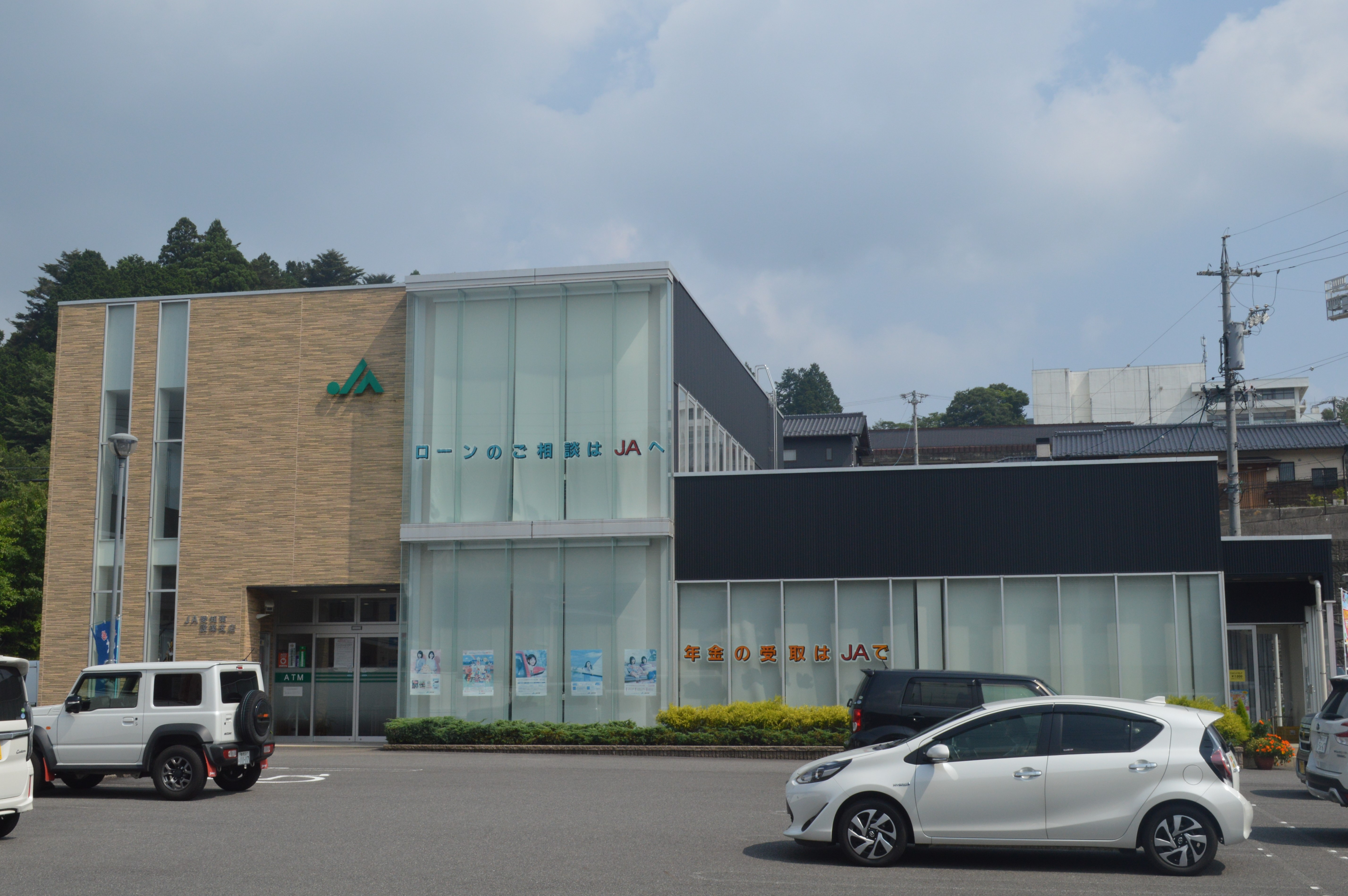
JA愛知東 設楽支店

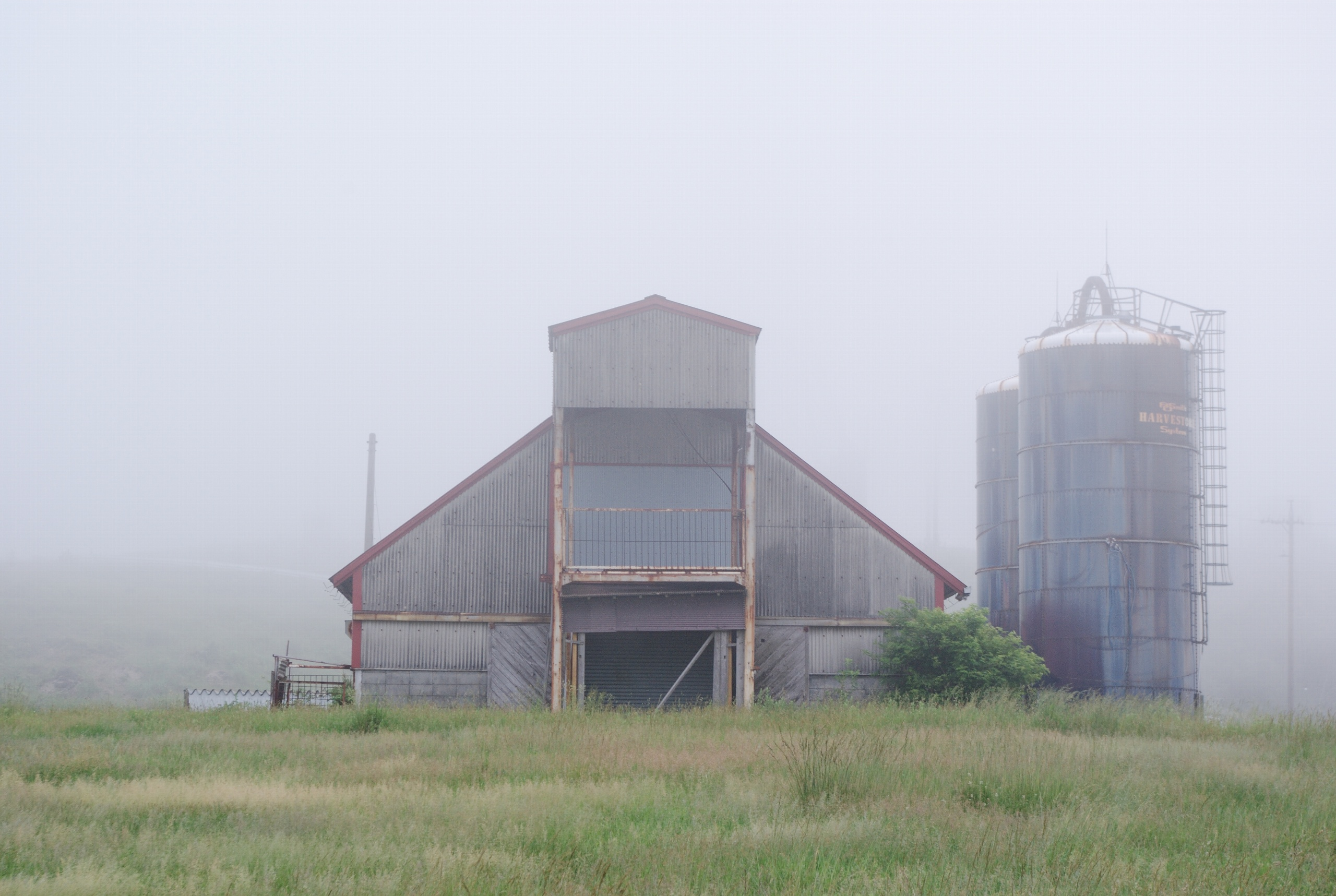
名倉地区の牧場

2005年時点の15歳以上就業者数を見ると、第一次産業が706人、第二次産業が787人、第三次産業が1,697人となっており、第三次産業従事者の割合が過半数を占める。また、過去の数値と比較すると、1965年時点ではそれぞれ3,937人、853人、1,859人であり、第一次産業従事者の減少が目立つ。

### 第一次産業

#### 農業
1990年と2005年を比較すると、農家数は1,122軒（旧津具村を含む）から843軒に減少した。内訳を見ると、第二種兼業農家の割合が減少し（50.8%から32.4%へ）、代わって自給的農家の割合が増加した（31.3%から44.8%）。
主な生産物は収穫量順に、水稲（1,459t）、トマト（1,499t）、キャベツ（359t）、大根（109t）、茶（66t）となっている。
農業協同組合
- 愛知東農業協同組合（JA愛知東）
  - 設楽支店

#### 畜産業
名倉地区では、成田牧場など牧畜も行われている。

### 第二次産業

#### 工業
事業所数（従業員4人以上）は、1975年度の41から5年後の1980年度に57にまで増加した。しかしその後は減少傾向にあり、2004年度は15となっている。工業品の出荷額等を見ると、1975年度に75.4百万円であったが1990年度に419.5百万円にまで増加した。その後は3億円台で推移し、2004年に409.4百万円と、再び4億円台に乗せた。

#### 醸造業
特産としては関谷醸造の日本酒などがある。

### 第三次産業

#### 商業
店舗数は一貫して減少傾向にある。1974年度と2004年度を比較すると、209から102に減少した。対して販売額は、140,294万円から378,012万円に、また1店舗当たりの販売額では684.4万円から3,706.0万円に、それぞれ増加しており、店舗の大規模化を示している。

## 情報・通信

### マスメディア

#### 新聞社
かつてあった新聞社
- 北設新報

#### 中継局
- NHK設楽中継局

## 生活基盤

### ライフライン

#### 電力
- 中部電力

設楽町では中部電力株式会社が電気を供給している。
旧津具村域での電気事業は津具村#電気を参照
現在の設楽町域のうち旧津具村域を除く地域で初めに電気事業を手がけたのは、旧田口町にあった田口電灯、後の豊川電気である。同社は1917年（大正6年）に開業し、設楽町の前身4町村のうち田口町・名倉村へ電気の供給を始めた。その後段嶺村も供給範囲に追加している。残る振草村は、豊川電気ではなく本郷町（現・東栄町）の本郷電気製材が1924年（大正13年）に供給範囲に編入した。
設楽町域に電気を供給していた豊川電気・本郷電気製材の2社は1938年（昭和13年）から翌年にかけ中央電力へと統合され、続く配電統制により1942年（昭和17年）に中部配電へと統合、この地域は同社の供給区域へと編入された。戦後の電気事業再編で1951年（昭和26年）に中部電力が発足すると同社の供給区域に組み入れられ、現在に至っている。

#### ガス
- サーラエナジー（中部ガス）

#### 上下水道
- 愛知県企業庁

#### 電信
- NTT西日本 NTTビジネスソリューションズ（NTT西日本-東海）

## 教育

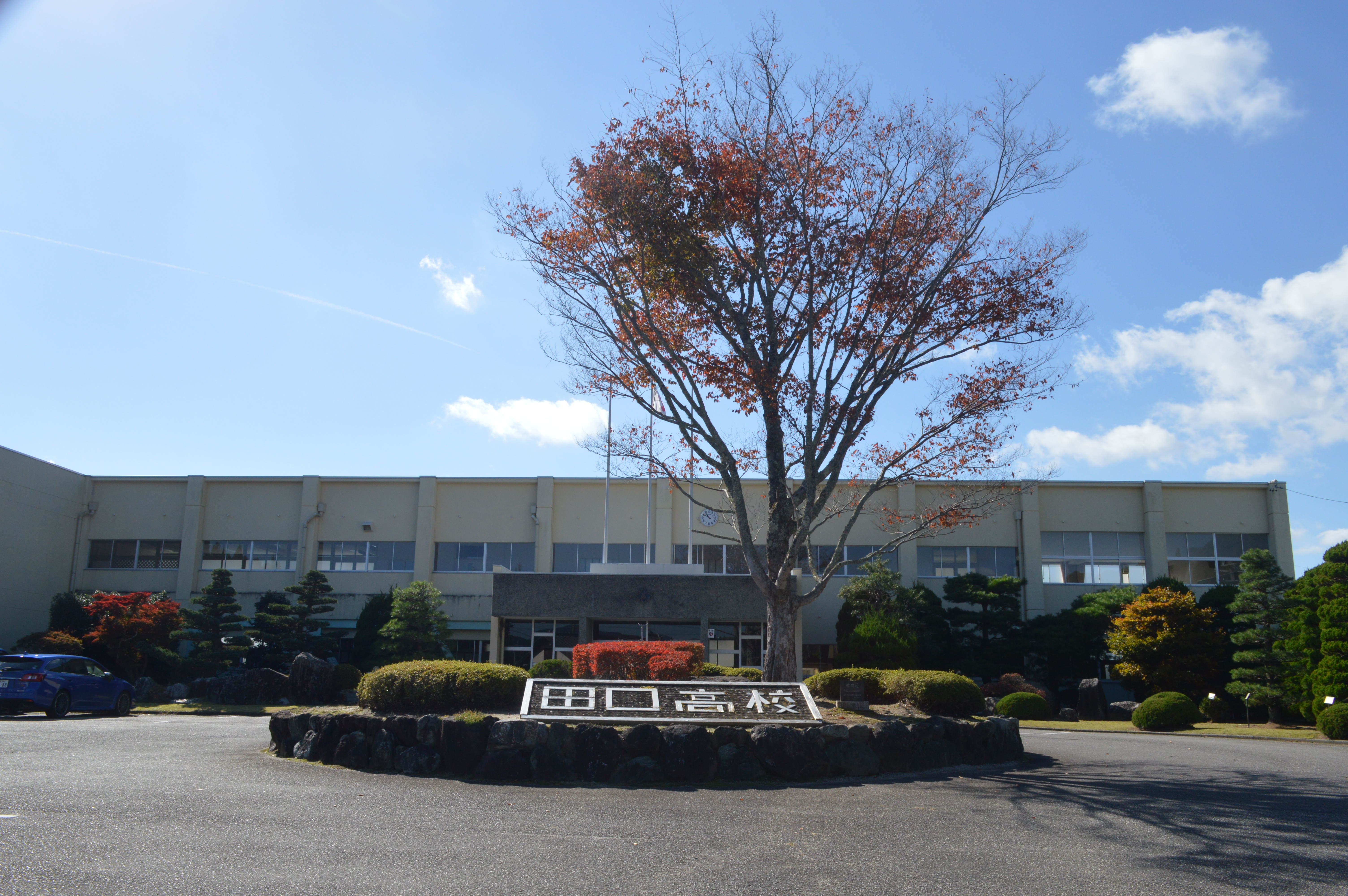
愛知県立田口高等学校

小中学校に在籍する児童・生徒数は、1995年時点で676人（旧津具村を含む）であったが、2007年時点で429人、2022年には216人まで急減している。愛知県立田口高等学校は、設楽町立設楽中学校、豊根村立豊根中学校、東栄町立東栄中学校と連携した中高一貫教育を行っている。自治体内には名古屋大学の山地畜産実験実習施設（旧草地研究所）がある。

### 高等学校
県立
- 愛知県立田口高等学校

### 中学校

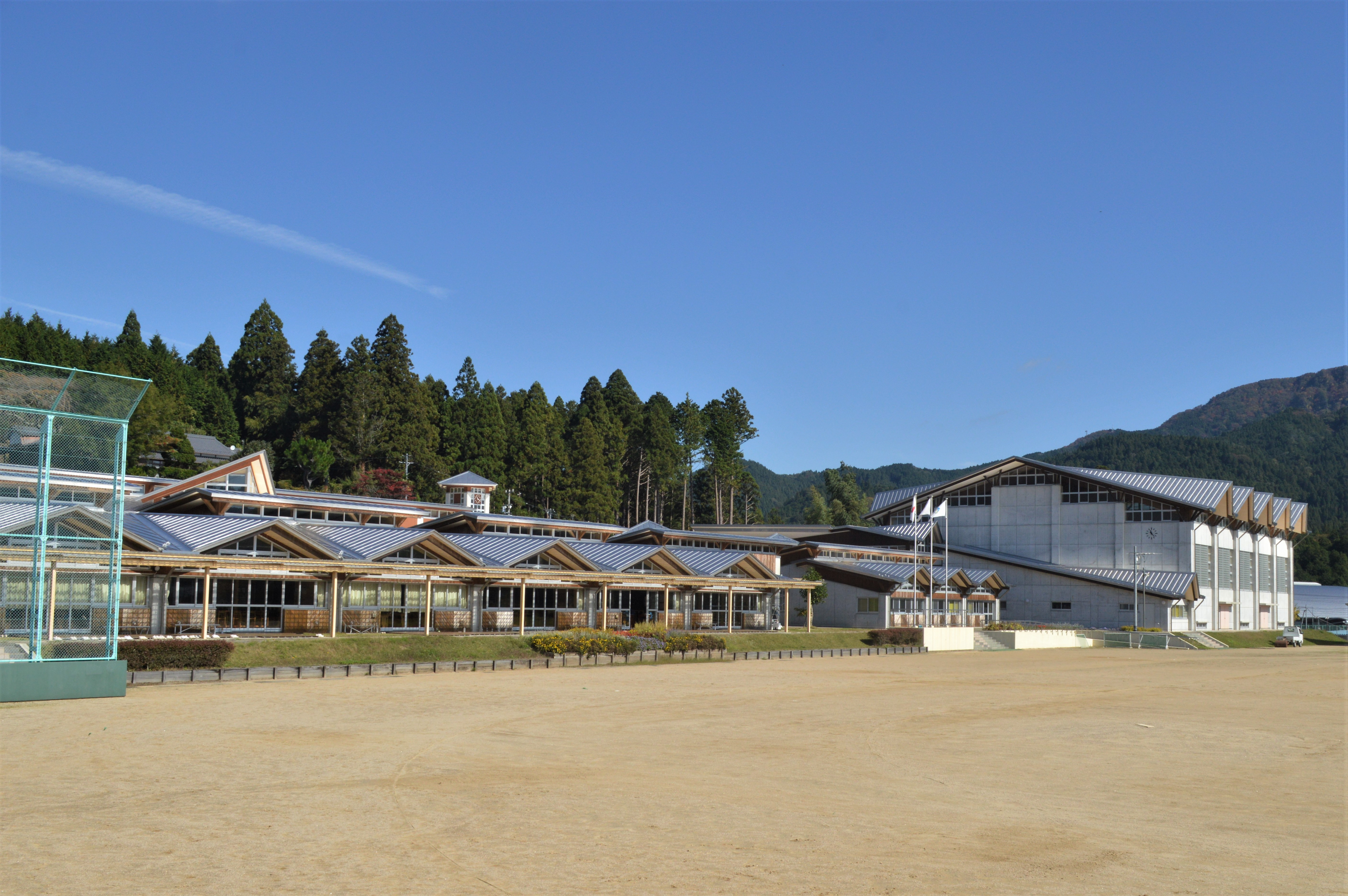
設楽町立設楽中学校
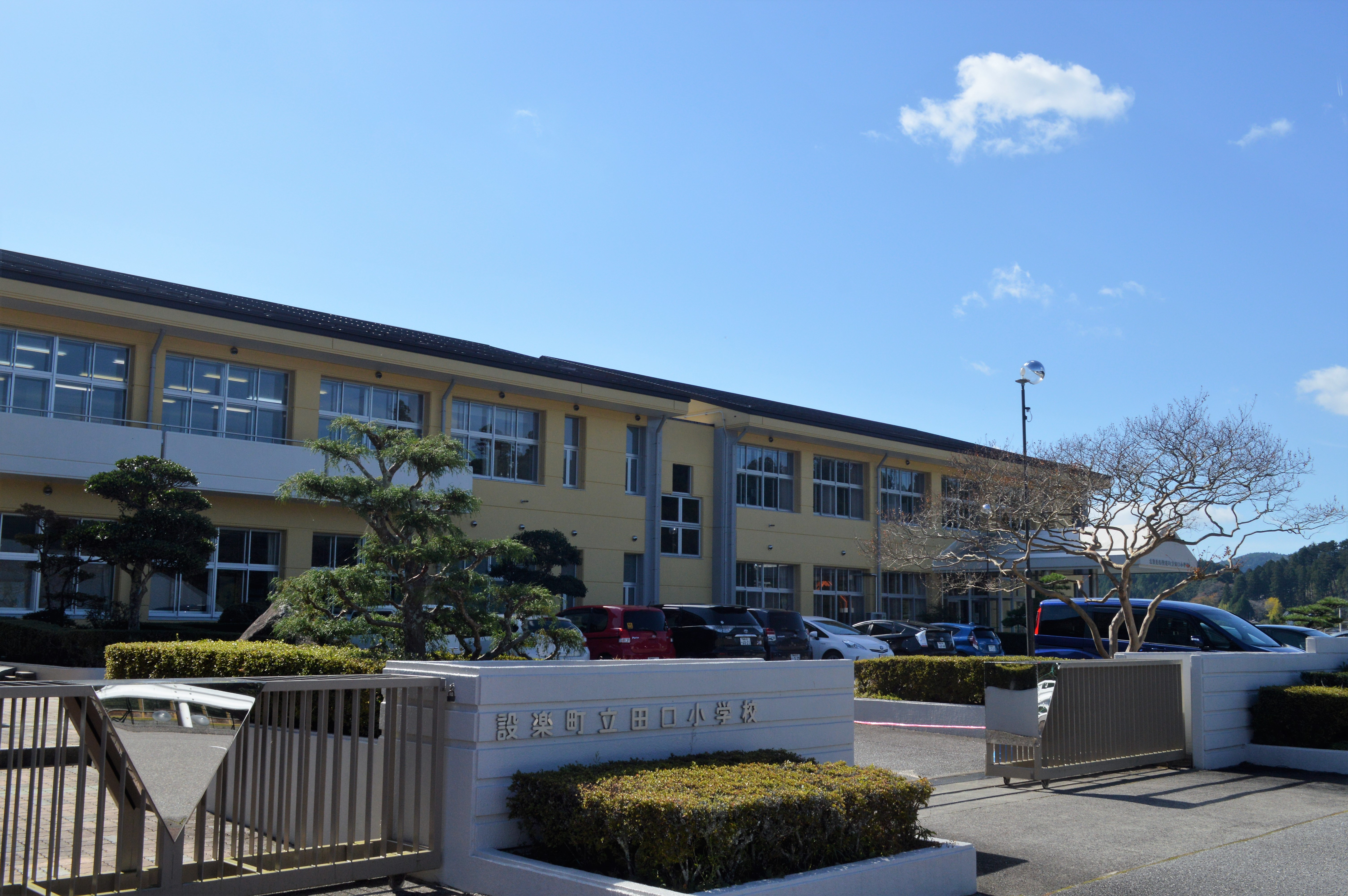
設楽町立田口小学校
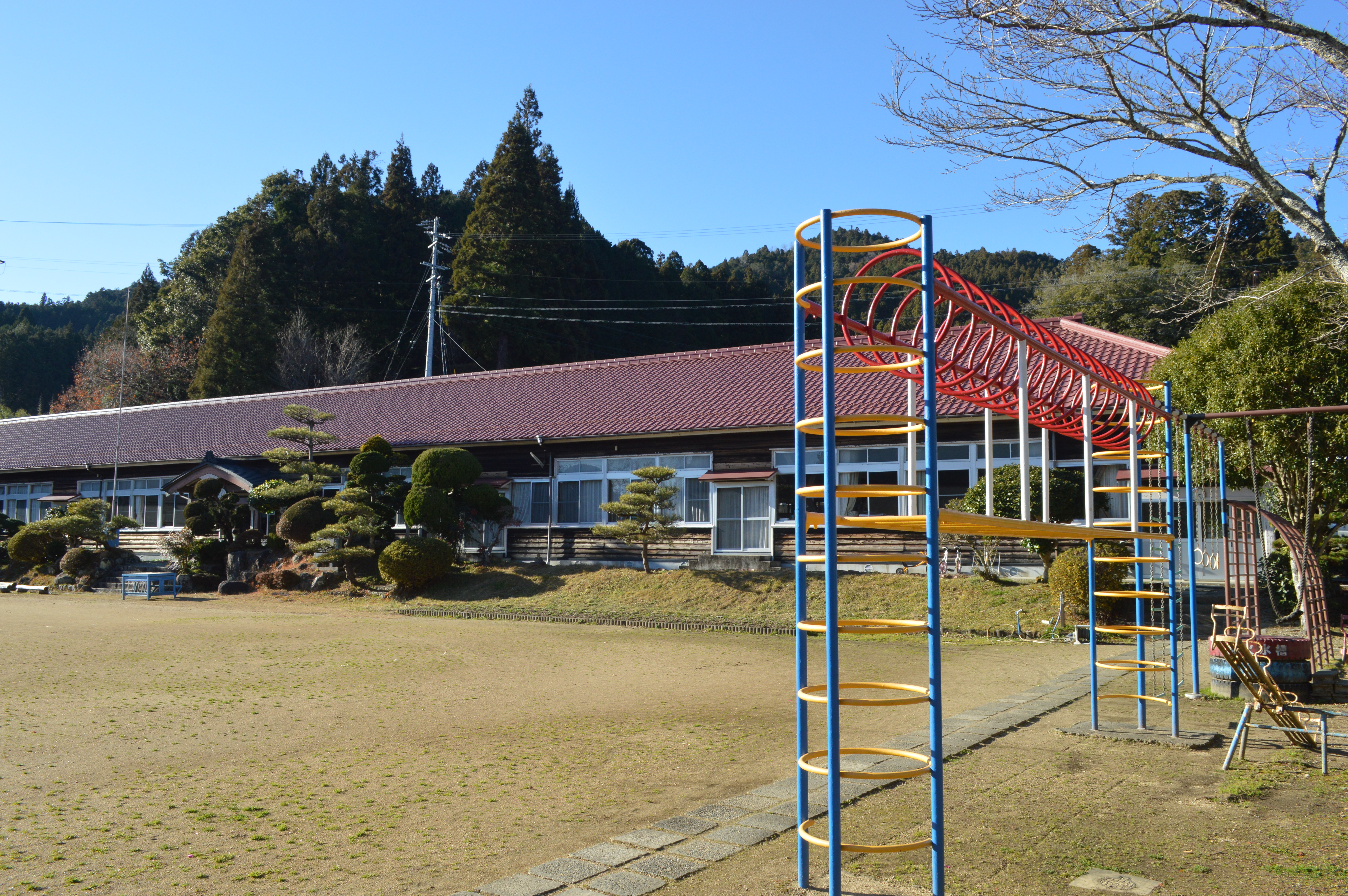
設楽町立田峯小学校

町立
- 設楽町立設楽中学校

### 小学校
町立
- 設楽町立田口小学校
- 設楽町立清嶺小学校
- 設楽町立名倉小学校
- 設楽町立津具小学校

### 特別支援学校
県立
- 愛知県立豊橋特別支援学校 山嶺教室

### 廃止
2005年以降に閉校したもののみ記載
- 設楽町立津具中学校（2024年（令和6年）3月31日閉校、設楽中学校と統合）
- 設楽町立田峯小学校（2024年（令和6年）3月31日閉校、田口小学校と統合）

## 交通

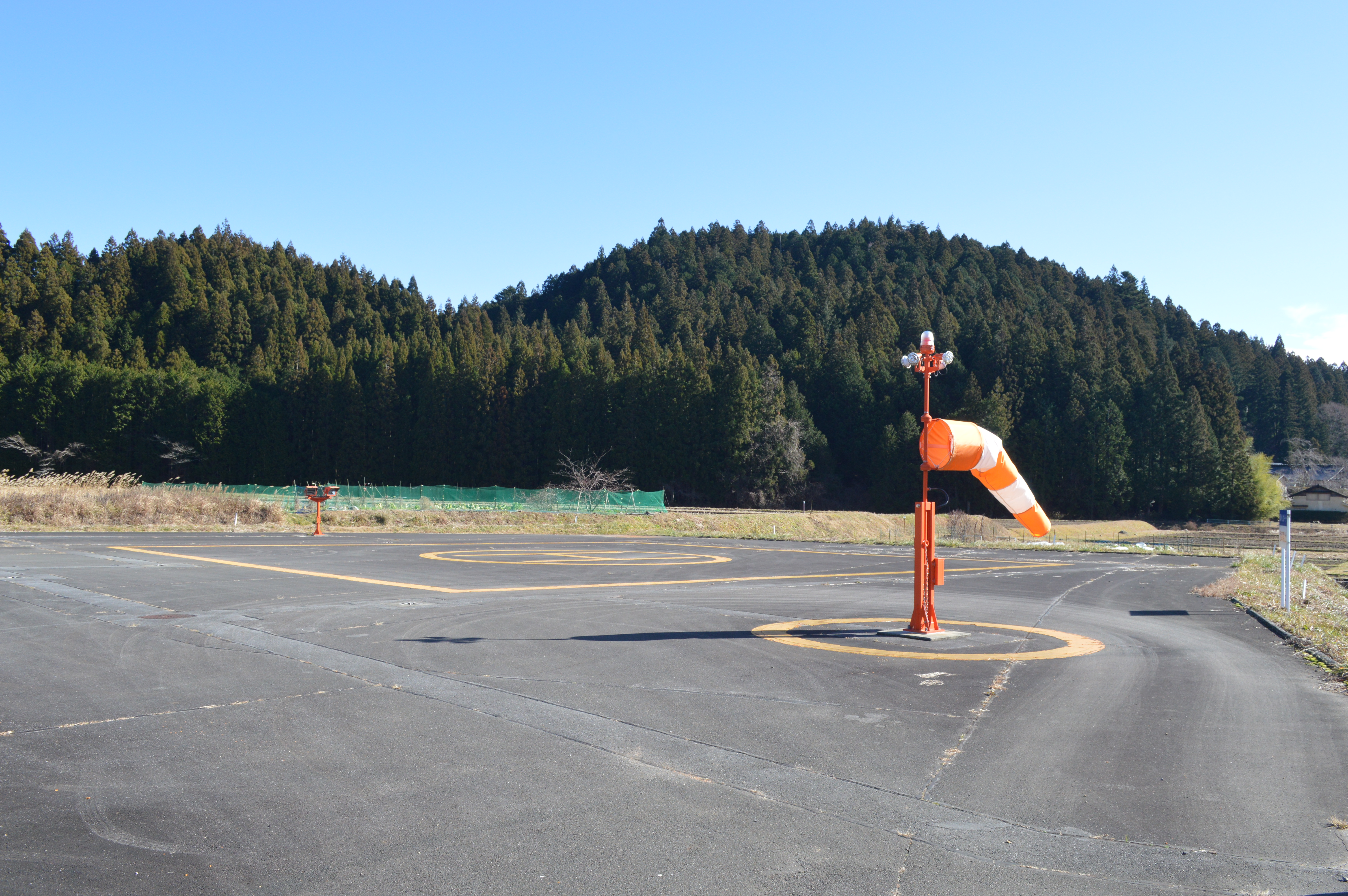
津具ヘリポート

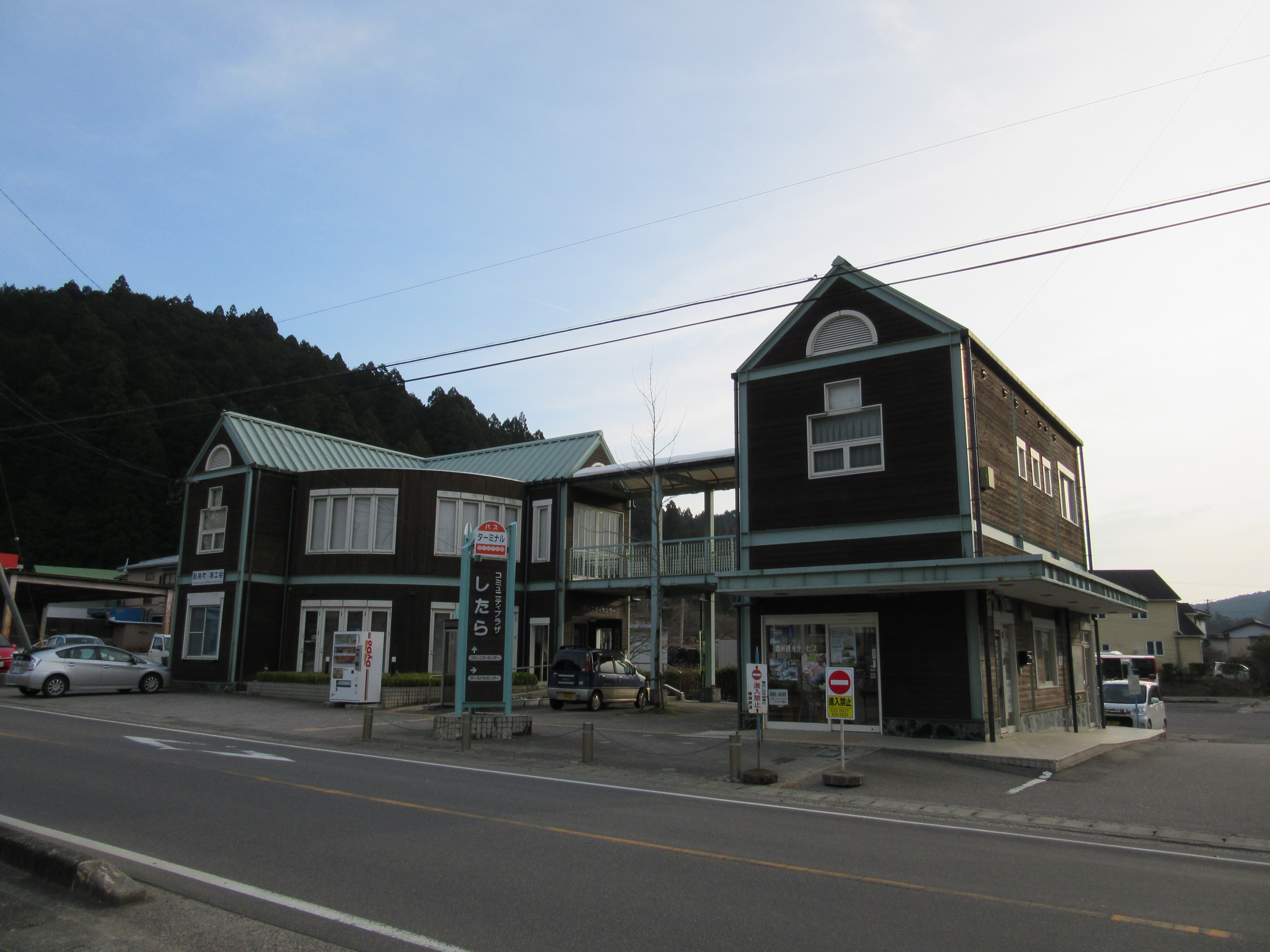
田口バスターミナル

### 空路

#### 空港
町内に空港は存在しないが、ヘリポートが津具地区に存在する。
ヘリポート
- 津具ヘリポート

### 鉄道
かつては田口鉄道（後の豊橋鉄道田口線）や設楽森林鉄道が営業していたが、いずれも1960年代に廃止されており、それ以降は町内に鉄道路線は存在しない。

### バス
バスターミナル
- 田口バスターミナル

#### 路線バス
- おでかけ北設（豊鉄バス、設楽町営バス、東栄町営バス、豊根村営バス）

### 道路
2005年（平成17年）の道路延長は、町全体で491.8 km（実延長）。うち規格改良済延長は311.7 kmで改良率は63.4%、舗装済道路延長は431.9 kmで舗装率は87.8%となっている。

#### 国道
国道257号
国道420号
国道473号

#### 県道
主要地方道
- 愛知県道10号設楽根羽線
- 愛知県道32号長篠東栄線
- 愛知県道33号瀬戸設楽線
- 愛知県道80号東栄稲武線

一般県道
- 愛知県道364号田峯東大見線
- 愛知県道365号田峯三都橋線
- 愛知県道389号富栄設楽線
- 愛知県道424号振草三河川合停車場線
- 愛知県道426号津具大嵐停車場線
- 愛知県道427号坂宇場津具設楽線
- 愛知県道428号古真立津具線
- 愛知県道431号八橋中設楽線
- 愛知県道432号小松田口線
- 愛知県道433号和市清崎線
- 愛知県道507号茶臼山高原設楽線（茶臼山高原道路）
  - 西納庫IC - 面ノ木IC - 折元IC -（豊根村）

#### 町道
設楽町には400以上に及ぶ町道が存在し、独自の町道標識を持つ。また、旧津具村にも設楽町道の標識が設置されている。以下は路線名の例。
- 町道51号清崎稲目線
- 町道133号竹桑田清崎呼間線
- 町道387号名倉宇連線

### 道の駅
- 道の駅つぐ高原グリーンパーク - 愛知県道10号設楽根羽線沿線に位置する道の駅。愛知県内では5番目に開駅。
- 道の駅アグリステーションなぐら - 国道257号沿線に位置する道の駅。愛知県内では7番目に開駅。
- 道の駅したら - 国道257号、国道473号沿線に位置する道の駅。愛知県内では18番目に開駅。

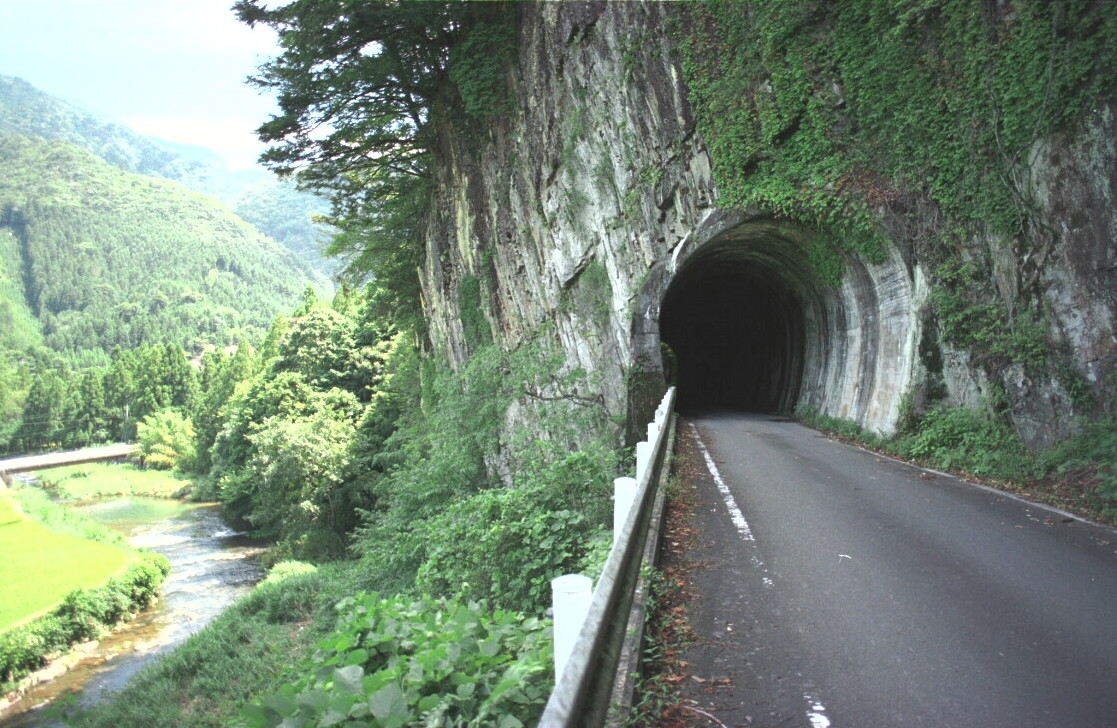
町道として利用されている豊橋鉄道田口線跡
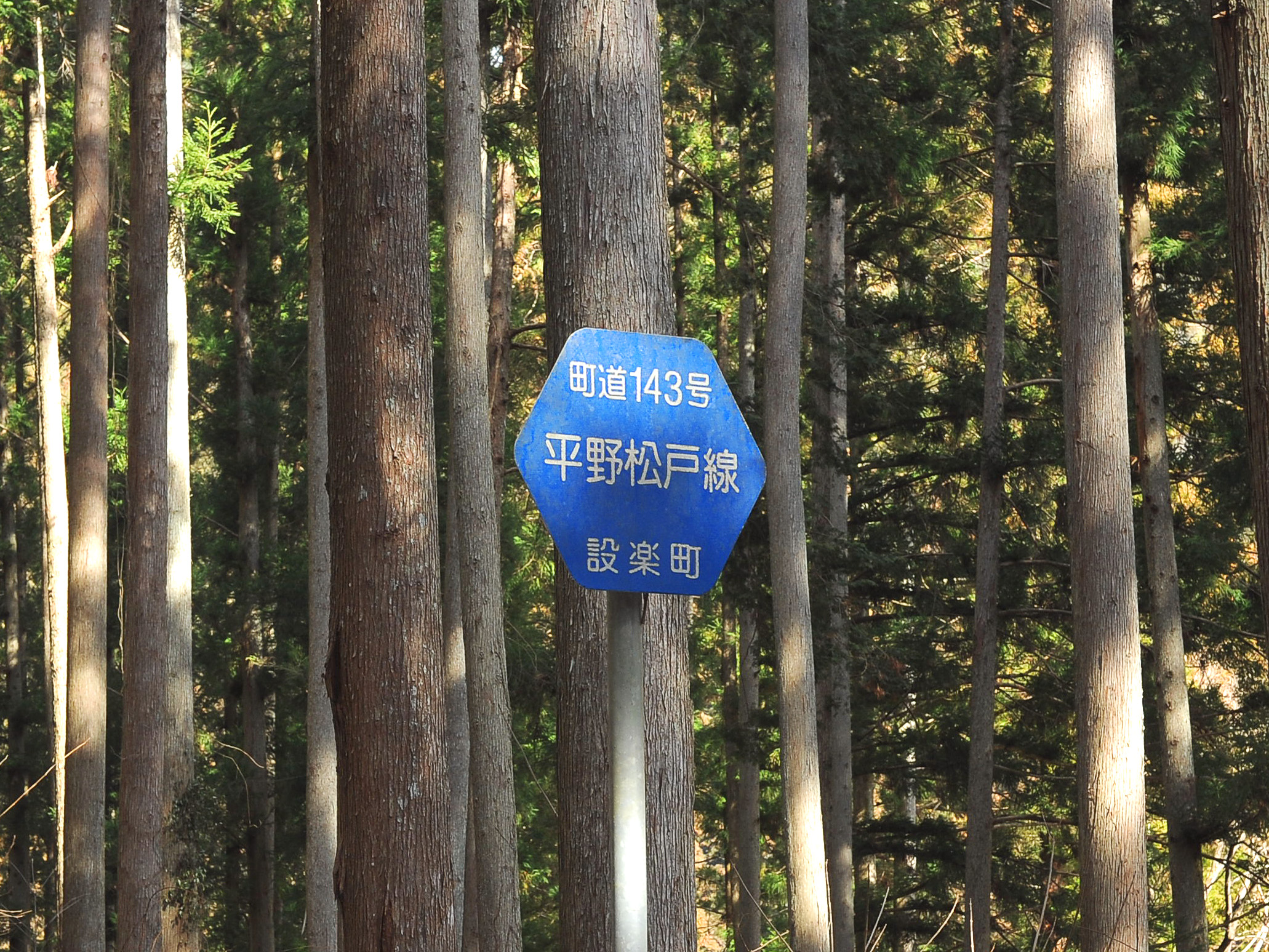
設楽町道標識
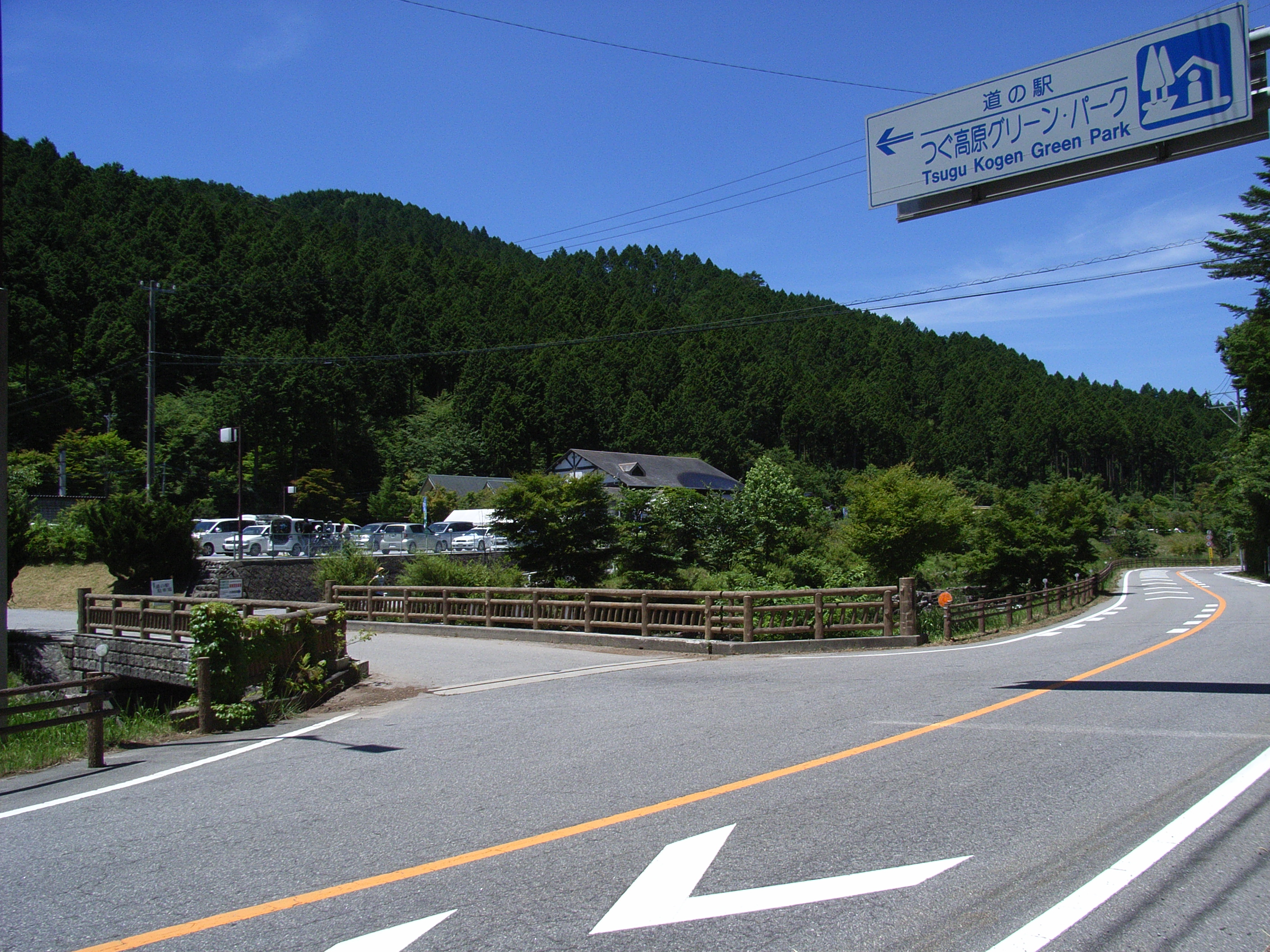
道の駅つぐ高原グリーンパーク
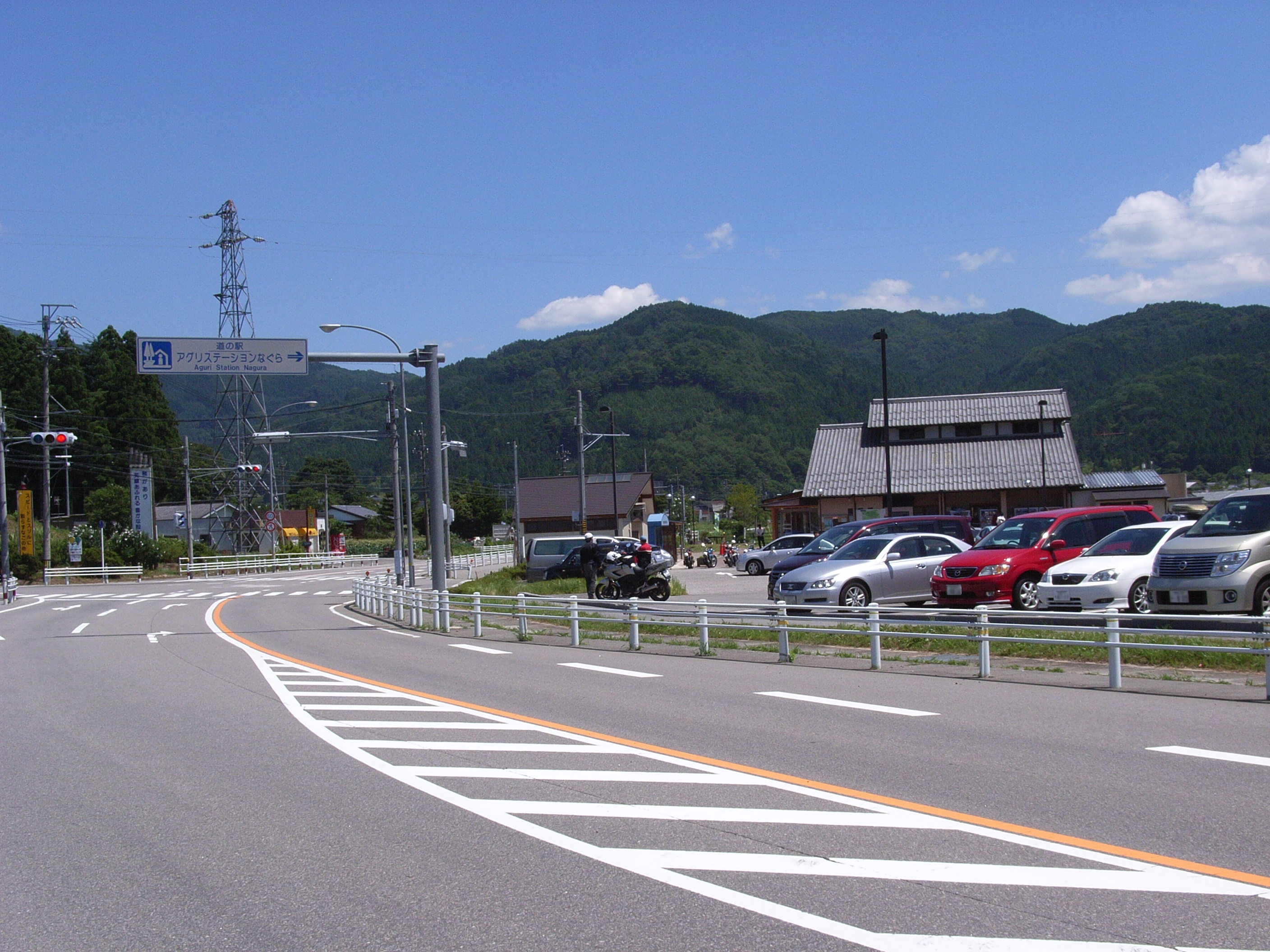
道の駅アグリステーションなぐら
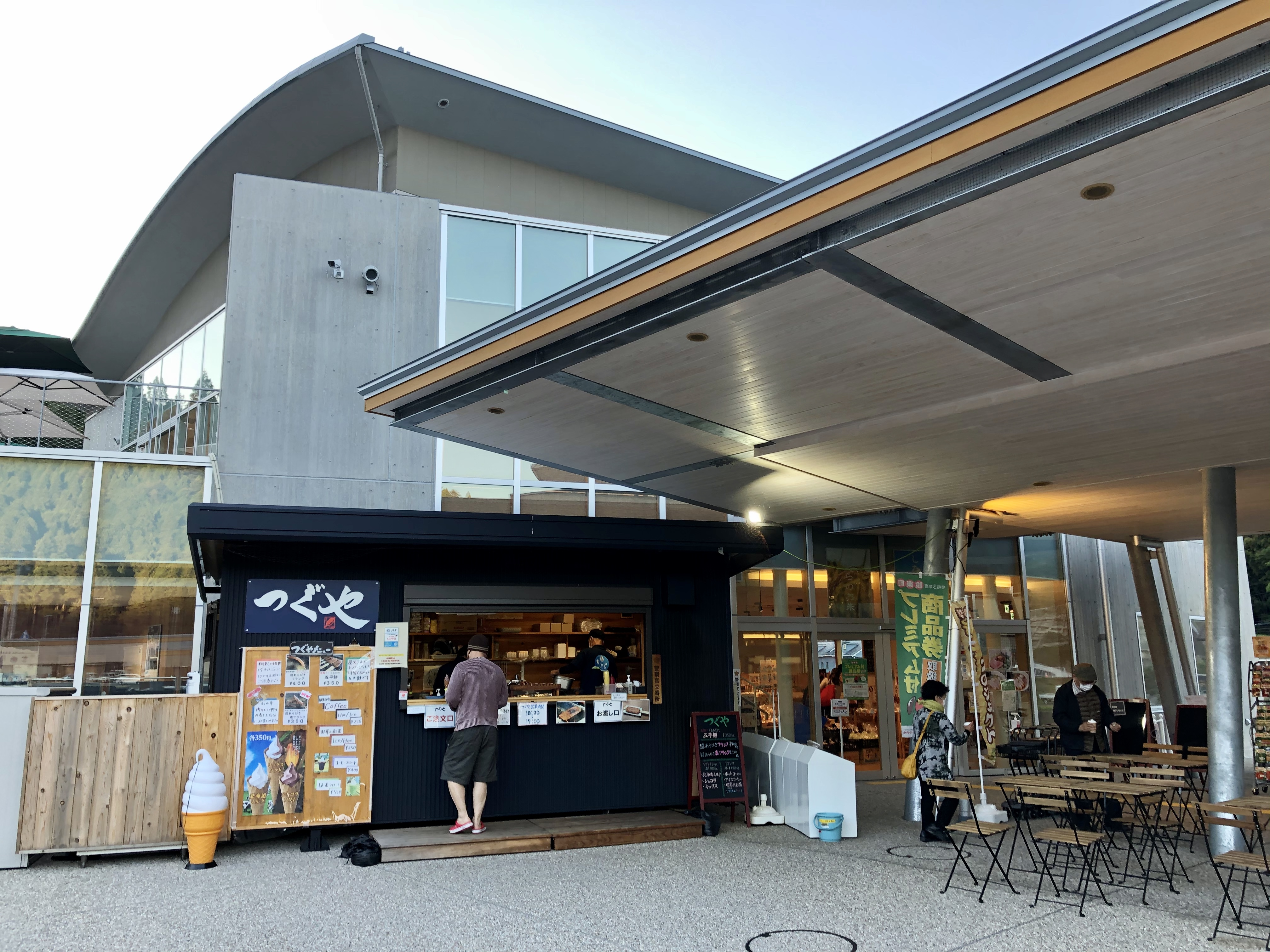
道の駅したら

### ナンバープレート
- 車検証の住所（使用者）が本町の自動車には、豊橋ナンバーが交付される。

## 観光

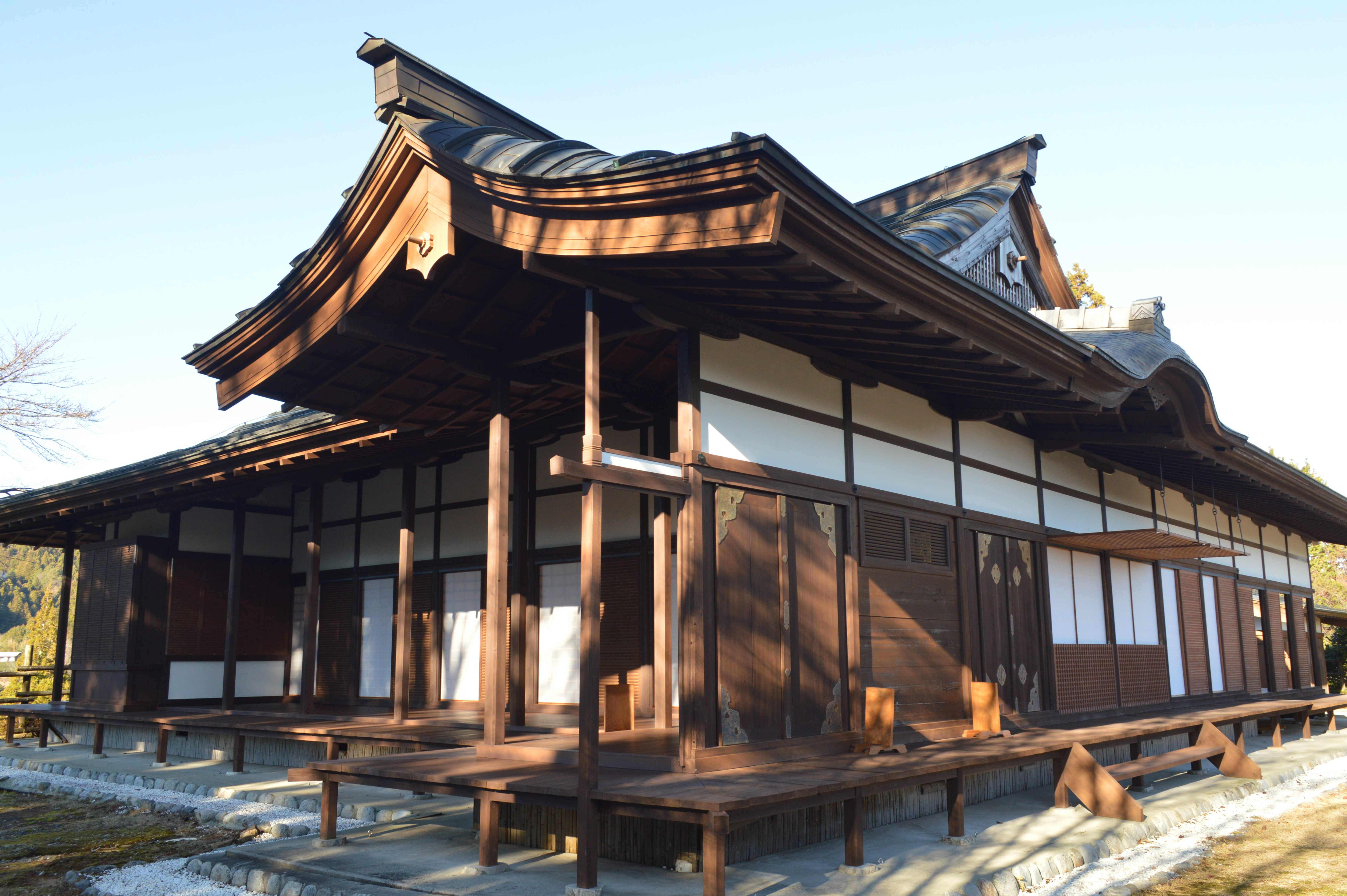
田峯城本丸御殿

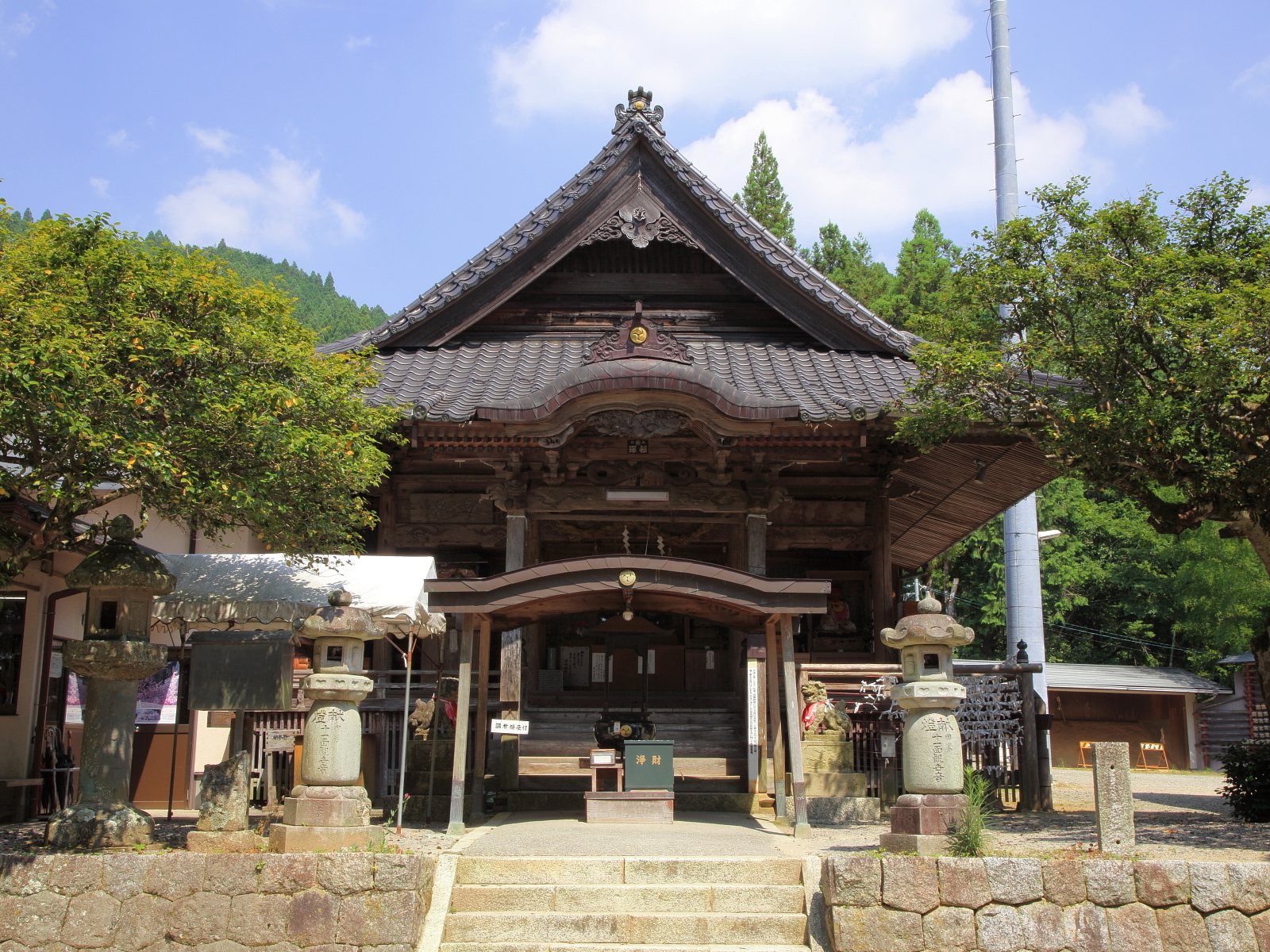
田峯観音（高勝寺）

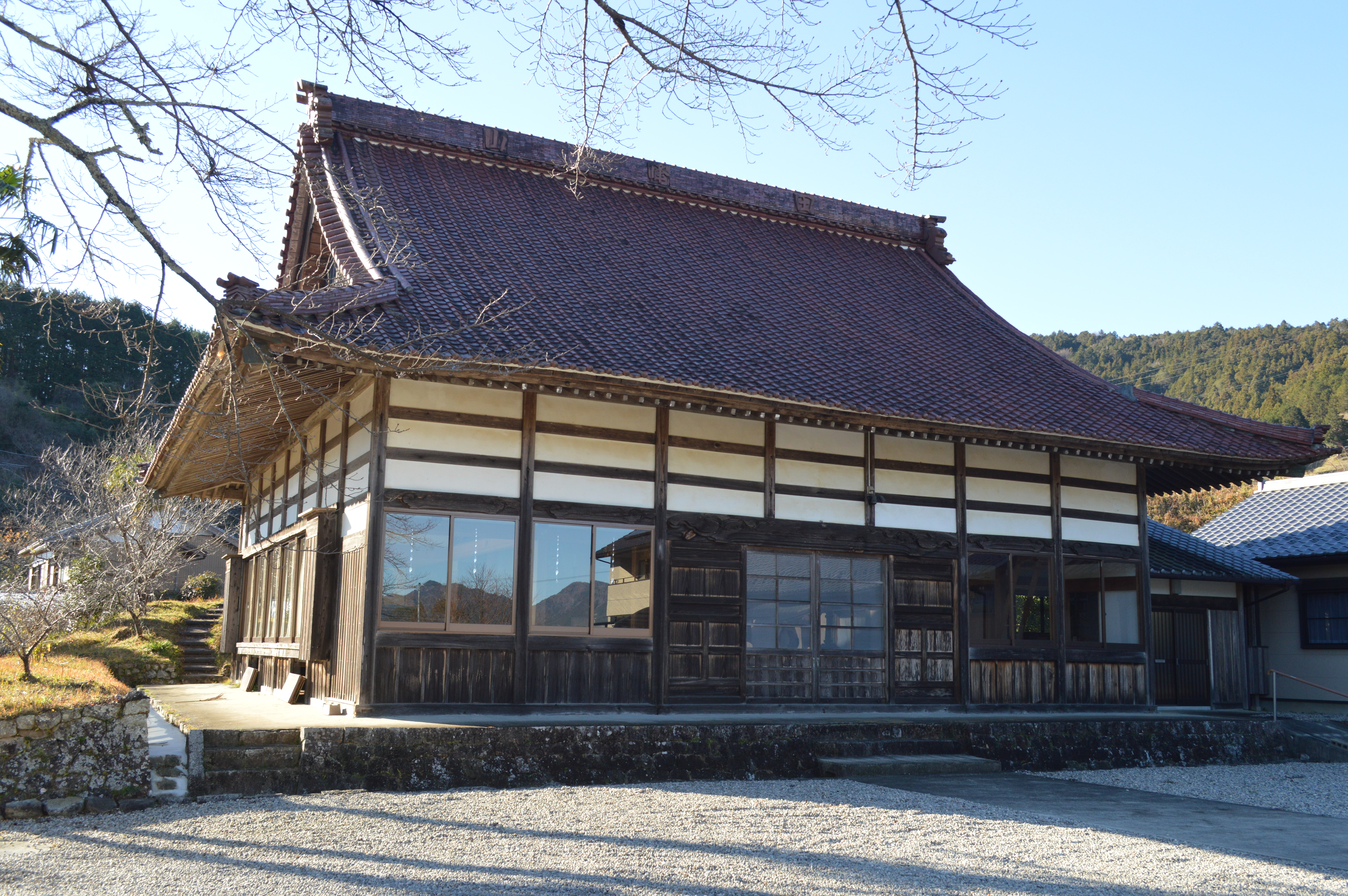
日光寺本堂

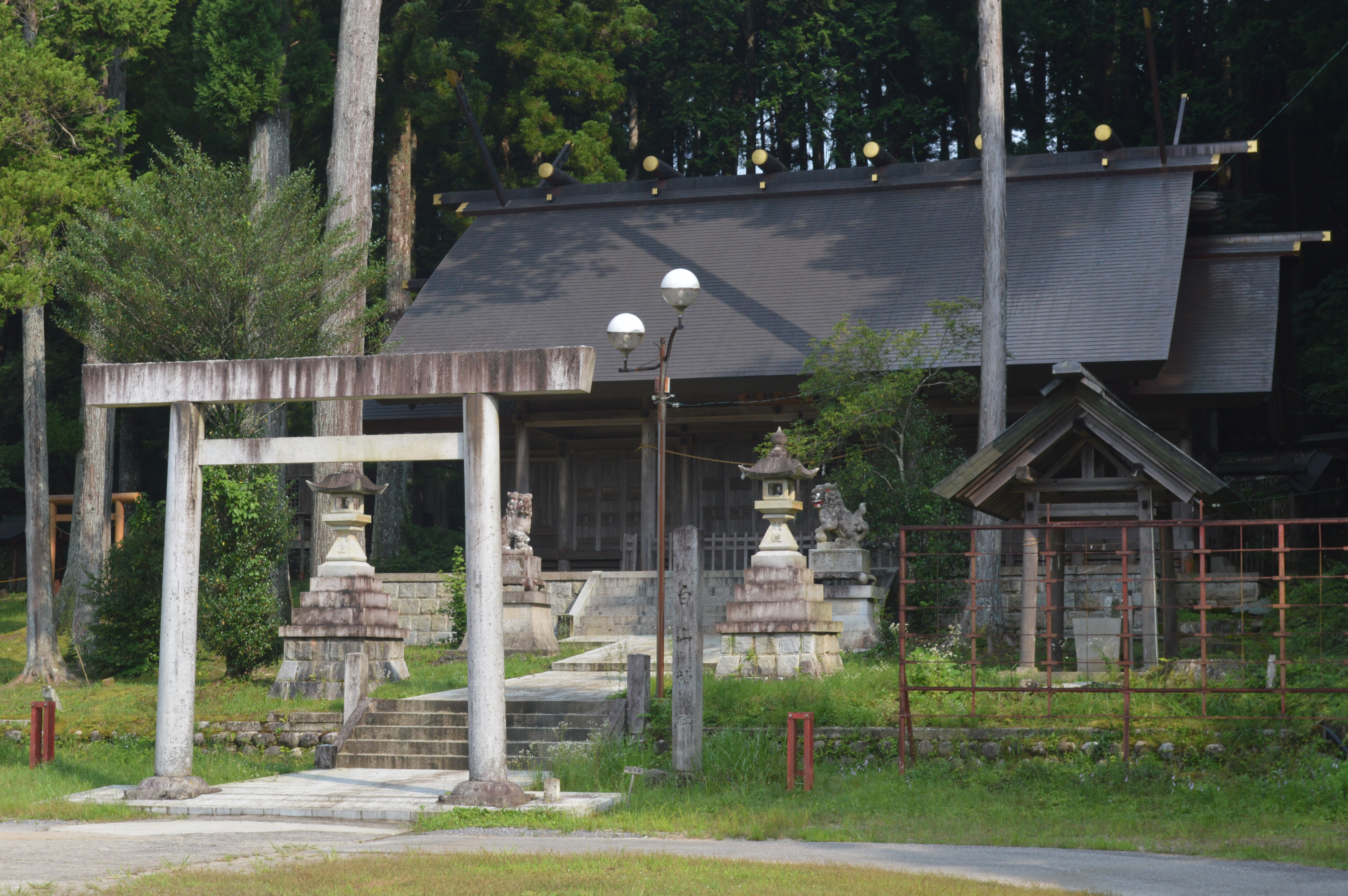
田口白山神社

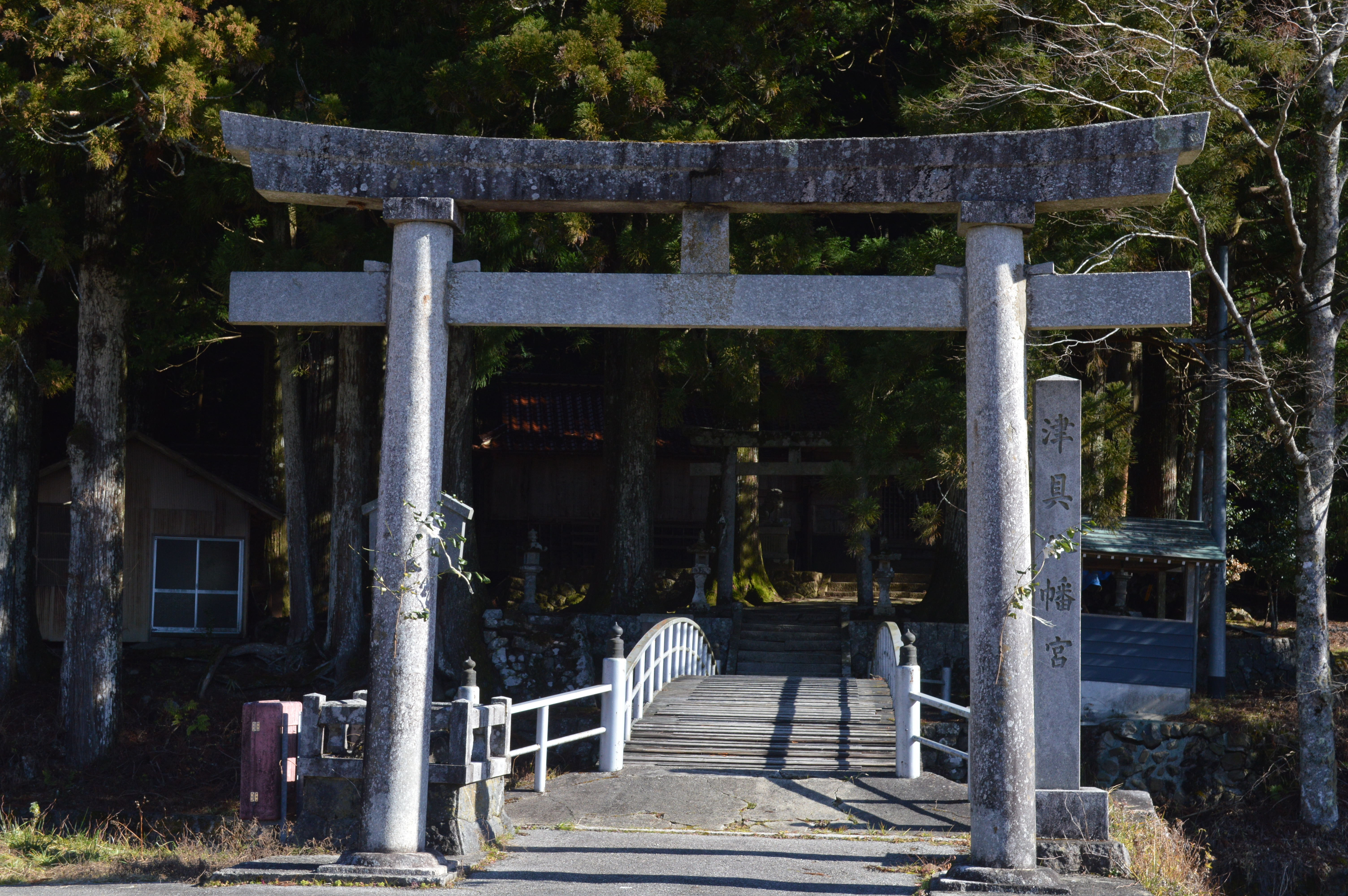
津具八幡宮

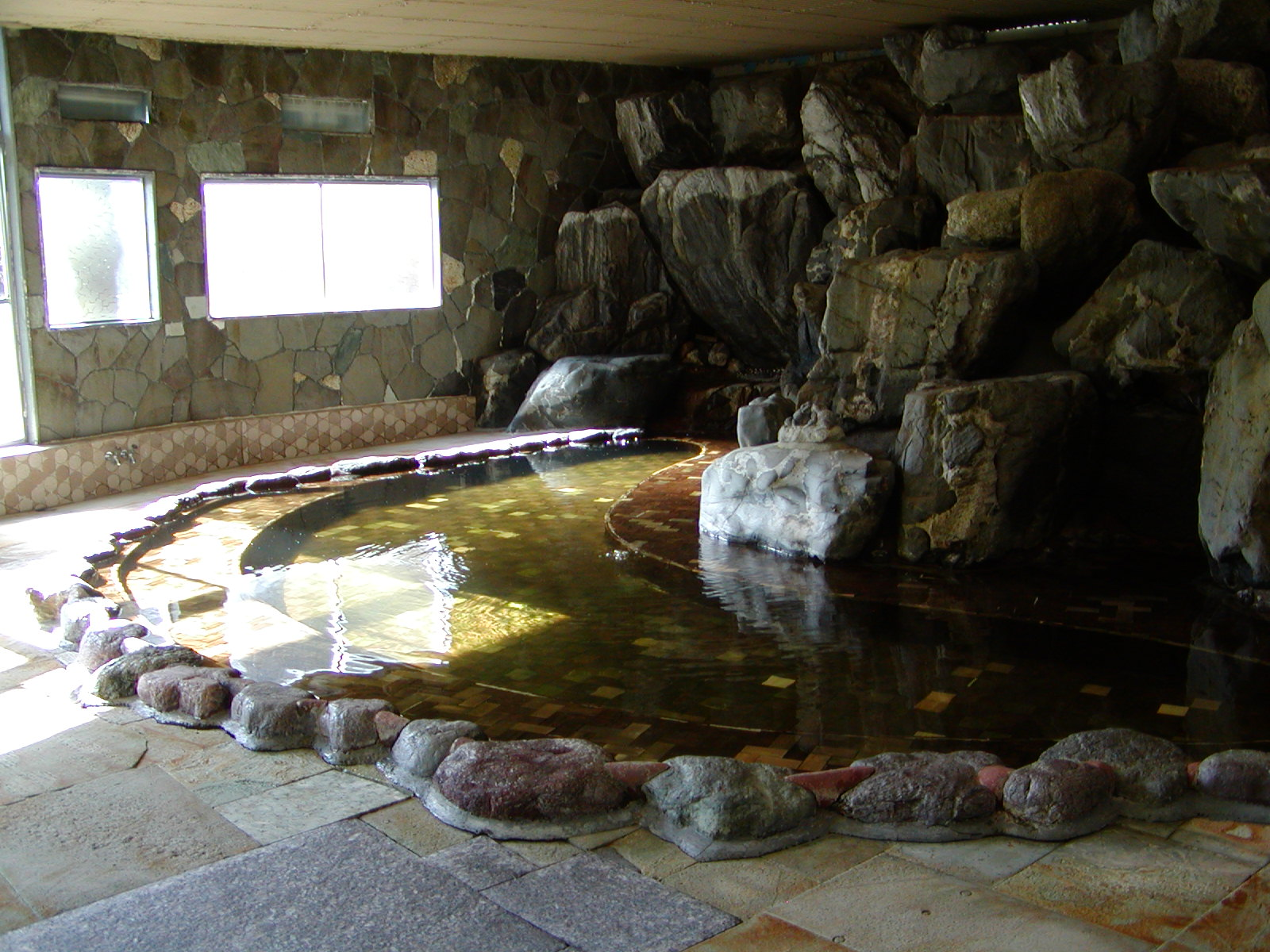
添沢温泉

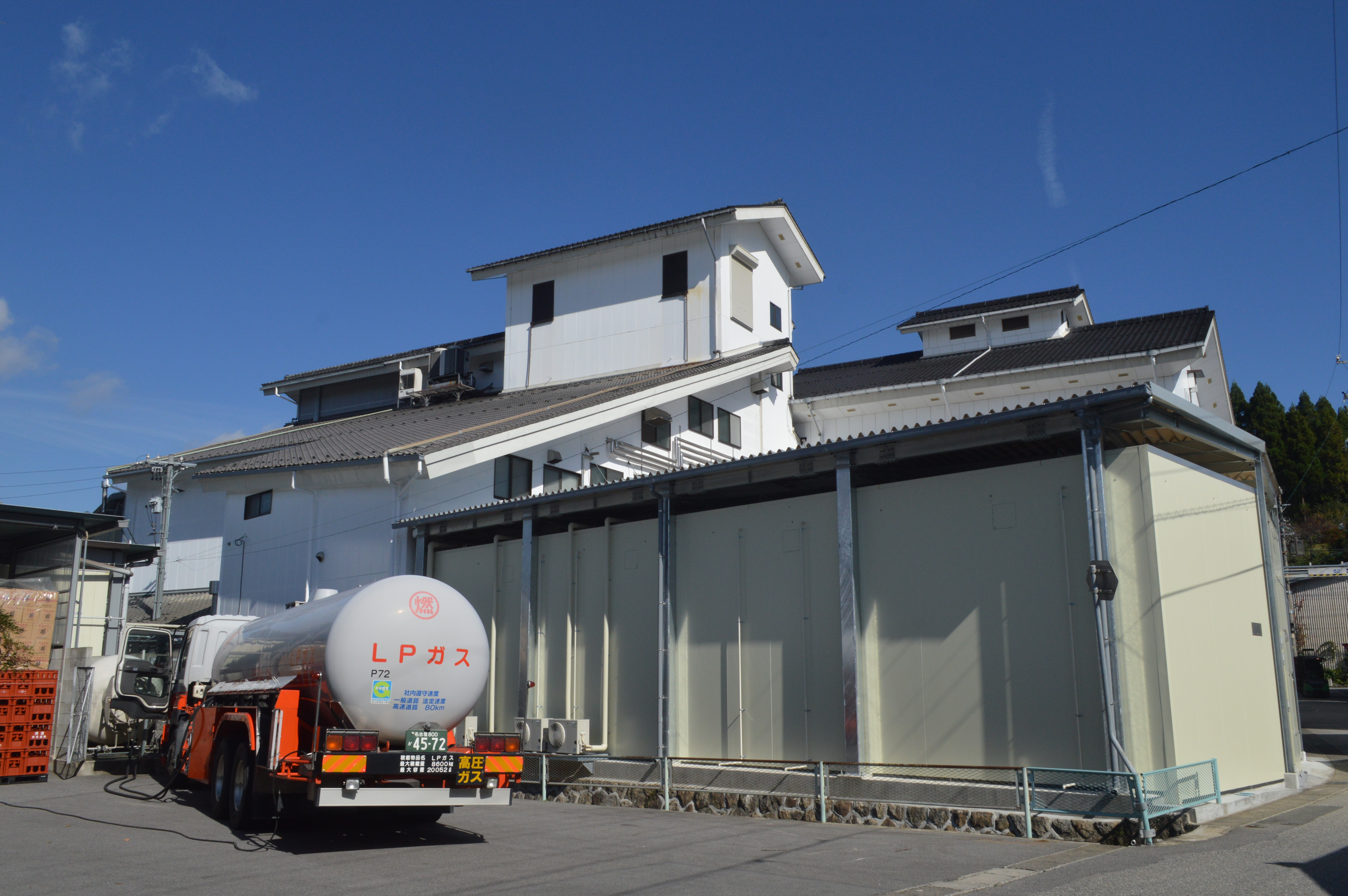
関谷醸造の蔵

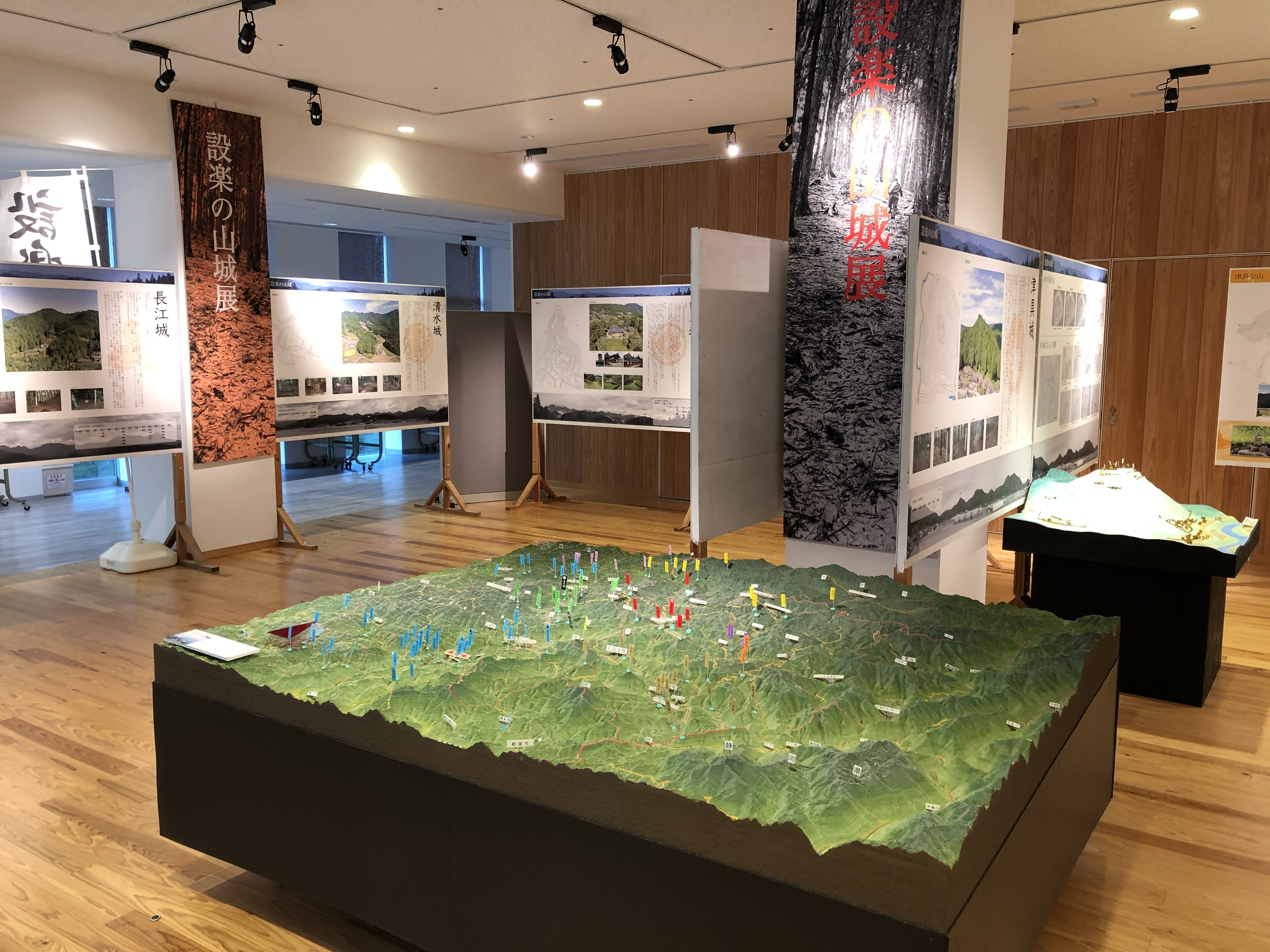
設楽町奥三河郷土館

### 名所･史跡
主な城郭
- 田峯城 - 田峰菅沼氏が居城としてきた山城。1470年（文明2年）築城。近くに田峰観音がある。

主な寺院
- 玉宝院
- 金龍寺
- 幸秀寺
- 田峰観音（谷高山　高勝寺）
- 十仏寺
- 常光寺
- 大蔵寺
- 大通寺
- 多宝寺
- 東泉寺
- 日光寺
- 福田寺
- 普門院
- 宝珠寺
- 宝泉寺

主な神社
- 赤松神社
- 黒倉神社
- 白鳥神社
  - 白鳥神社 (設楽町大名倉)
  - 白鳥神社 (設楽町田峯)
  - 白鳥神社 (設楽町津具) - 下記#祭事・催事の花祭の会場
  - 白鳥神社 (設楽町豊邦)
- 津具八幡宮
- 津嶋神社
- 白山神社 - 田口白山神社
- 東堂神社
- 長江神社
- 巌嶽神社
- 八橋神社

主な遺跡
- 鞍船遺跡 - 縄文時代前期の竪穴建物跡。1922年（大正11年）発見。

街道
- 伊那街道

### 観光スポット
温泉
- 塩津温泉

公園
- 面ノ木園地

博物館
- 奥三河郷土館 - 2016年に閉館、2021年に移転開館。
- 設楽町津具民俗資料館 - 津具金山などの資料がある。
- 津具文化展示センター

その他
- 関谷醸造

## 文化・名物

### 祭事・催事
- 花祭 - 重要無形民俗文化財。1月に白鳥神社(津具)で開催。
- 三河の田楽 - 重要無形民俗文化財。2月に田峯観音と黒倉神社で開催。
- 地狂言 - 2月に田峰観音で開催。
- 棒の手 - 8月に諏訪神社で開催。
- 参候祭 - 11月に津島神社で開催。

### 名産・特産
- からすみ
- 関谷醸造
- 田峯茶

## 出身関連著名人
- 佐々木味津三（小説家）旧・津具村出身。
- 碧井理乃（タレント、モデル）